# Hanomag

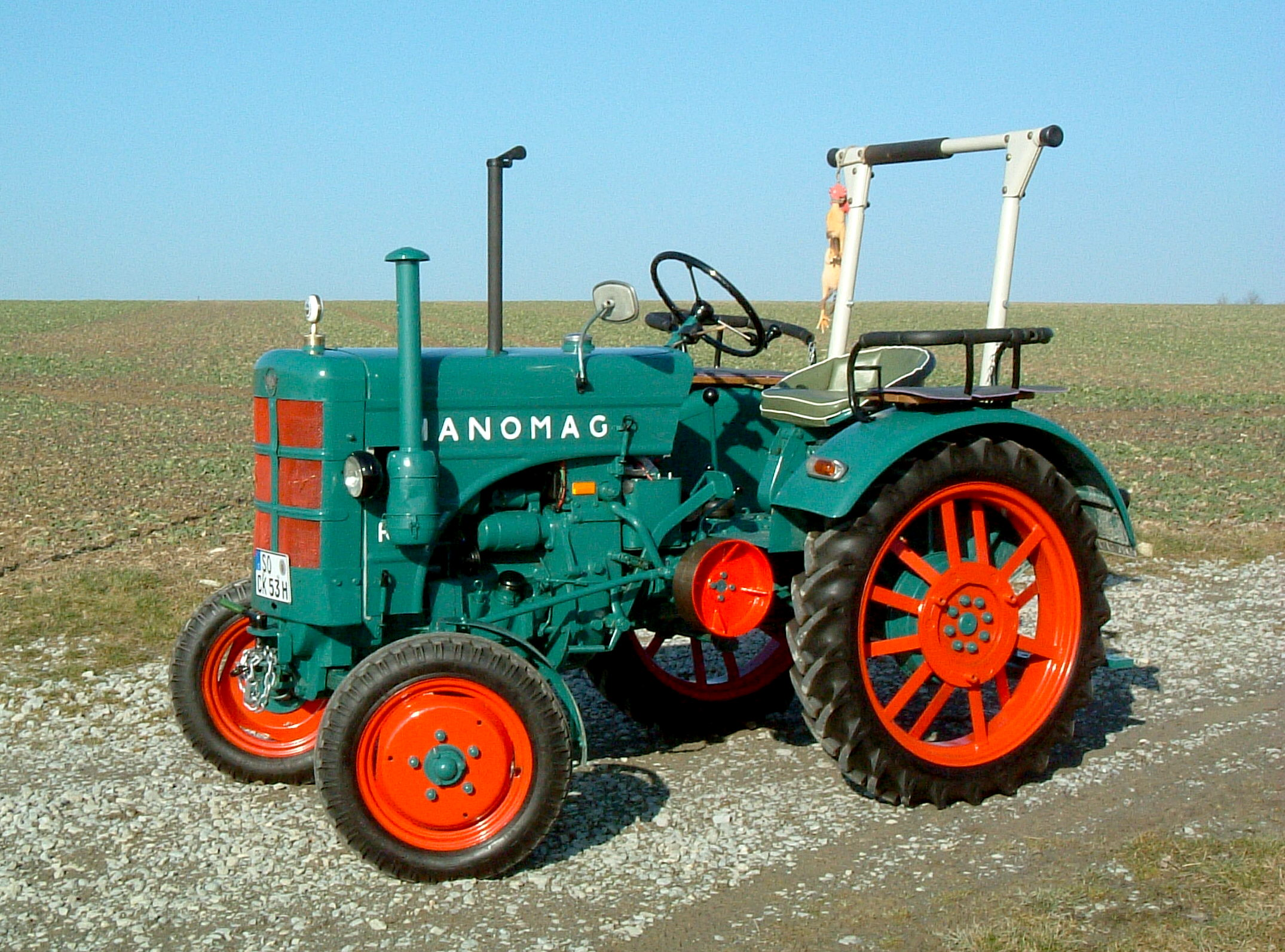
Hanomag R 16 (1953)

Hanomag (Hannoversche Maschinenbau AG) byla německá společnost založená v roce 1835. Během své historie vyráběla lokomotivy, nákladní automobily, traktory, osobní automobily, vojenskou techniku a stavební stroje.

## Historie
Firmu na výrobu malých parních strojů a slévárnu s názvem Eisen-Giesserey und Maschinenfabrik Georg Egestorff založil 6. června 1835 Georg Egestorff v obci Linden, od roku 1920 městské části Hannoveru. Společnost vyráběla především zemědělské stroje.
- 1868 – továrna byla prodána Bethelu Strousbergovi a od roku 1871 nesla název Hannoversche Maschinenbau-Actien-Gesellschaft vormals Georg Egestorff
- 1904 – hlavní konstruktér Erich Metzeltin zkrátil telegrafickou adresu (z finančních důvodů) na Hanomag[1]; po roce 1912 se název Hanomag používal jako označení továrny v poštovní adrese
- 1958 – Hanomag převzala společnost Rheinstahl, která ji sloučila se značkou Tempo
- 1969 – v rámci koncernu Rheinstahl došlo ke sloučení výroby užitkových vozidel Hanomag a Henschel-Werke do Hanomag-Henschel Fahrzeugwerke GmbH, v níž získal podíl Daimler-Benz. V roce 1971 Daimler-Benz převzal firmu celou. Od roku 1970 byly do vozidel montovány Daimlerovy motory BR 8, (např. do dodávky Harburger Transporter). V roce 1974 značka automobilů Hanomag-Henschel zanikla. Výroba traktorů byla později prodána firmě Massey Ferguson.

V 70. letech 20. století převzal zbylou výrobu manažer Horst-Dieter Esch a včlenil ji společně s dalšími výrobci stavebních strojů do svého holdingu IBH. Vznikl tak jeden z největších světových koncernů vyrábějících stavební stroje. IBH však skončil v konkursu. Esch byl v březnu 1984 zatčen a v říjnu toho roku odsouzen zemským soudem v Koblenzi k sedmi a půl rokům odnětí svobody, s pokutou ve výši 90 000 německých marek.
V roce 1989 skomírající firmu Hanomag koupil japonský výrobce stavebních strojů Komatsu. V roce 1995 se společnost přejmenovala na Hanomag Komatsu AG a v současnosti vyrábí stroje pod značkou „Komatsu“.

## Lokomotivy a parní stroje

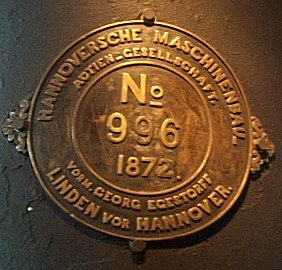
Štítek lokomotivy č. 996 Hannoverschen Maschinenbau Actien-Gesellschaft v Deutsches Technikmuseum v Berlíně

Firma Hanomag patřila několik desítek let (až do roku 1920) k největším německým výrobcům lokomotiv. Továrna Georga Egestorffa vyrobila svou první parní lokomotivu „Ernst August“ v roce 1846, k otevření železniční trati společnosti Königlich Hannöversche Staatseisenbahnen z Lehrte do Hildesheimu. V následujících letech produkovala továrna stroje pro státní železniční společnosti Braunschweigu a Hannoveru.
Po Egestorffově smrti v roce 1868 koupil továrnu v Lindenu Bethel Strousberg, získal tak pro jím ovládané železniční společnosti dodavatele lokomotiv. Začal ihned s rozšiřováním výroby, normalizací náhradních dílů a zvyšováním produktivity práce. Od začátku výroby do roku 1870 bylo vyrobeno 500 lokomotiv. V roce 1871 však Bethel musel kvůli zrušeným dodávkám lokomotiv do zahraničí firmu prodat. Konsorcium bank převedlo společnost na akciovou s názvem Hannoversche Maschinenbau-Actien-Gesellschaft vormals Georg Egestorff.
V následujících letech bylo Hannoverské království anektováno Pruskem a tak firma vyráběla především pro pruské státní železnice. Od roku 1894 byl Hanomag také exkluzivním dodavatelem lokomotiv pro Großherzoglich Oldenburgische Staatseisenbahnen. Z nejznámějších lokomotiv vyráběných v období před první světovou válkou lze zmínit pruské řady S 1, S 5.1, S 7, S 9, G 8, a G 10. Lokomotiv řady G 8.1 bylo v Linden vyrobeno nejvíce – 999 kusů a její podíl na výrobě činil přesně 20 %. Důležitými odběrateli Hanomagu byly zahraniční společnosti; v období před první světovou válkou Hanomag exportoval téměř 40 procent své produkce, zejména do Bulharska a Rumunska. Lokomotivy Hanomag odebíraly i důlní a soukromé železniční společnosti.
V roce 1880 Hanomag vyrobil prototyp první lokomotivy se spalovacím motorem na světě. Po problémech s patentováním se firma vrátila k výrobě parních lokomotiv. V roce 1922 znamenala změna vedení společnosti i útlum výroby lokomotiv. Hlavním důvodem byla snížená poptávka po těchto strojích, které byly ve velkých počtech vyráběny během války.
Výroba skončila 29. června 1931. Za celou dobu výroby Hanomag postavil 10 578 lokomotiv. Nejvyšší výrobní číslo lokomotivy Hanomag však bylo 10 765; což vzniklo jako následek zrušené zakázky. Výroba lokomotiv Hanomag a s ní spojené provozy byly odprodány firmě Henschel v Kasselu.

## Stavební a zemědělské stroje

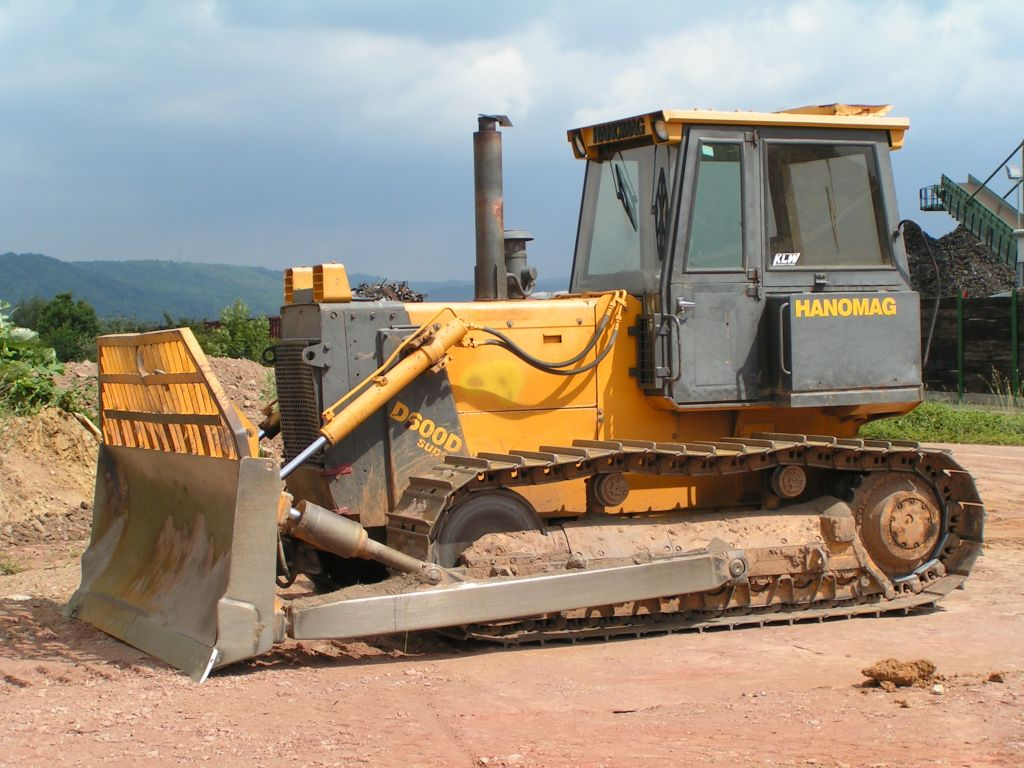
Buldozer Hanomag

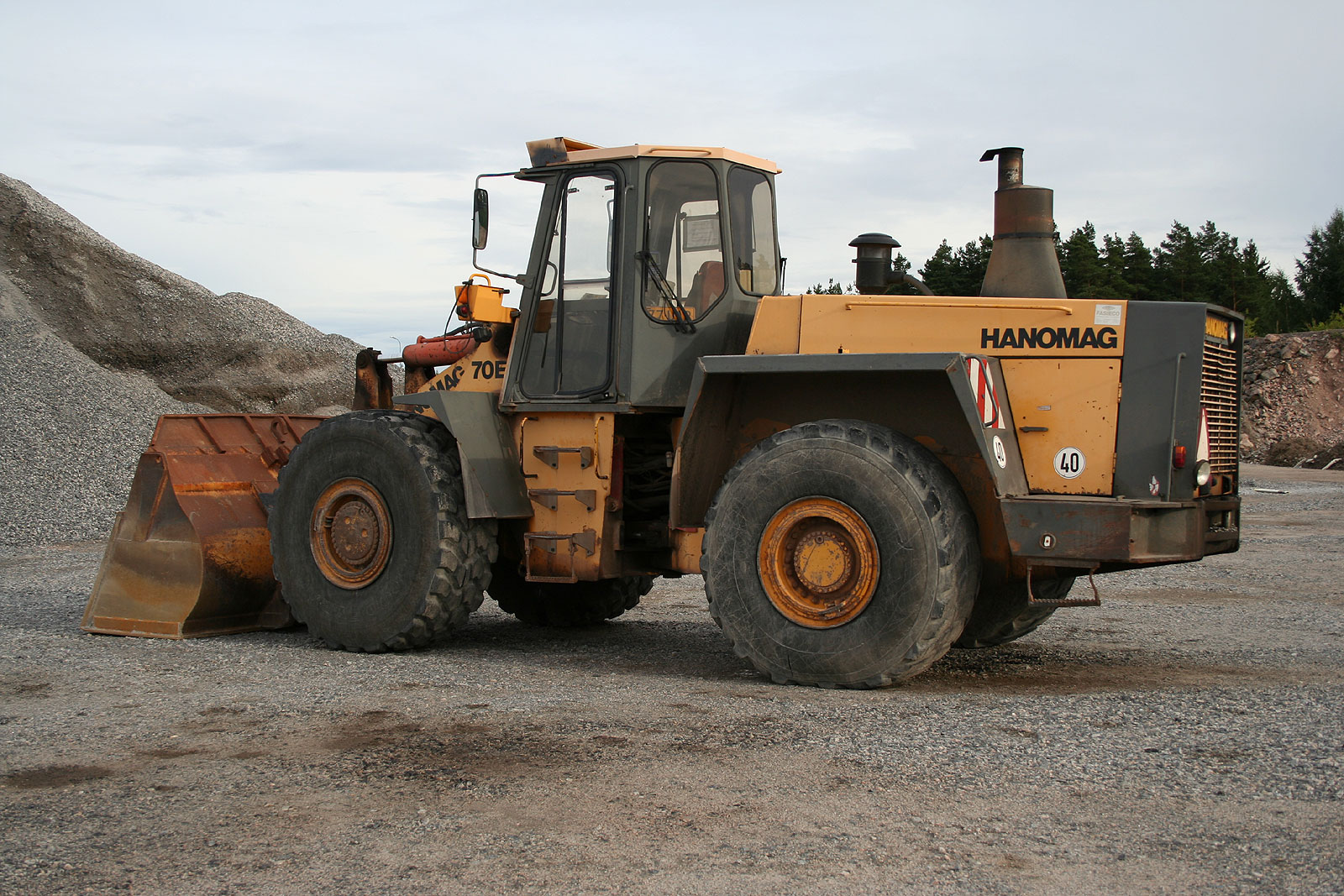
Hanomag

Nezávisle na produkci lokomotiv probíhala výroba široké škály strojů:
- Od roku 1905 produkce nákladních automobilů (do roku 1977, od roku 1969 ve společnosti Hanomag-Henschel-Fahrzeugwerke GmbH, nejprve s 51procentním, později stoprocentním podílem firmy Daimler-Benz AG).
- Od roku 1912 výroba rámových motorových pluhů s benzínovými motory až do výkonu 80 koní, po roce 1924 prvních traktorů WD 26, od roku 1931 prvních dieselových traktorů RD 36 se čtyřválci o objemu 5 195 cm³. Hanomag byl od roku 1939 až do počátku padesátých let vedoucím výrobcem traktorů na německém trhu. V roce 1951 byl představen nový tahač se stavebnicovým systémem používajícím dvou, tří a čtyřválcové motory. O dva roky později následovaly i verze s dvoutaktními dieselovými motory. Ty však nebyly ještě technicky vyspělé a byly málo stabilní. To mělo velký vliv na prodeje těchto tahačů. Od roku 1962 až do roku 1971 byly vyráběny čtyřtaktní dieselové motory.
- Od roku 1924 se Hanomag věnoval výrobě osobních automobilů (až do roku 1941), pokus o návrat v roce 1951 zůstal ve stádiu prototypu.
- Od roku 1931 výroba stavebních strojů.
- V roce 1935 odkoupil Hanomag rozpracovaný projekt firmy Hansa-Lloyd na polopásový transportér SdKfz 251. Pokračoval na jeho vývoji a přidělil stroji vlastní označení HkL 6. Podle této zkratky dostal později v Čechách přezdívku hakl.[3]

Nejznámějšími produkty Hanomag jsou dodnes traktory. Od roku 1912 do roku 1971 opustilo brány hannoverské továrny více než 250 000 traktorů s motory s výkonem od 12 do 92 koní.
Mimoto se traktory Hanomag vyráběly licenčně v argentinské firmě Barreiros.

## Automobily Hanomag

### Hanomag 2/10 PS „Kommissbrot“ 1925 - 1928

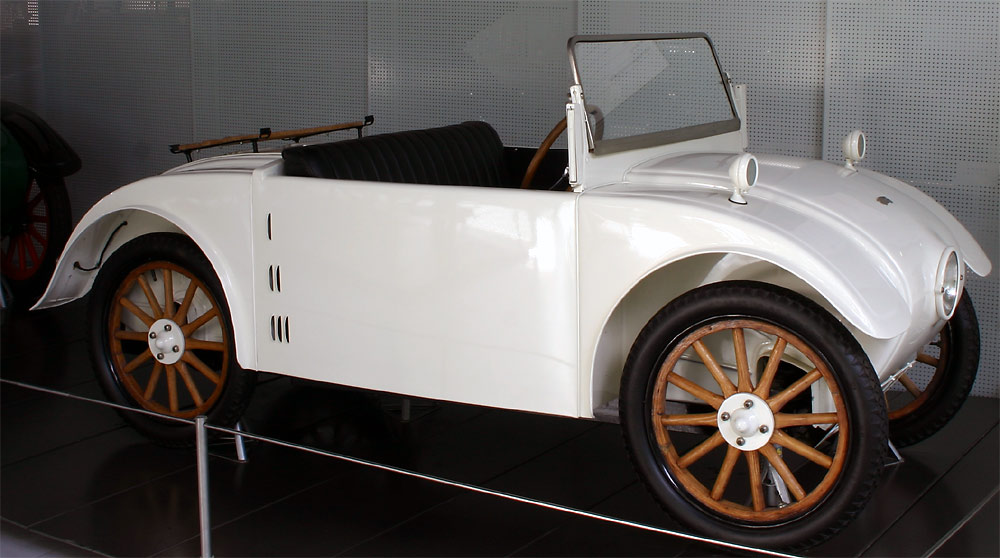
Hanomag 2/10 PS - Roadster „Kommissbrot“

V roce 1924 představila firma malý vůz neobvyklé konstrukce – Hanomag 2/10 PS a následujícího roku začala sériová výroba. Svým tvarem, podobným vojenskému bochníku chleba, si vysloužil posměšnou lidovou přezdívku „Komissbrot“ (komisárek). Vůz měl hmotnost pouhých 370 kilogramů a pro posádku nebyl příliš komfortní. Přestože nebyl ani nijak zvlášť technicky vydařený, největší výhodou byla jeho nízká cena. Podle provedení stál 2000 až 2500 říšských marek a díky tomu se vyráběl až do roku 1928. Celkem bylo vyrobeno 15 775 těchto lidových vozů.
Vůz měl kapalinou chlazený jednoválec s rozvodem OHV o objemu 499 cm³, který poskytoval maximální výkon 7,4 kW a umožňoval nejvyšší rychlost 60 kilometrů v hodině. Používal magnetodynamové zapalování Bosch. Zadní náprava byla poháněna v oleji uloženým řetězem a nebyl použit diferenciál. Rám vozu byl svařen z uzavřených ocelových profilů. Některé vozy byly dodány i jako neúplné stavebnice určené k domácí dostavbě. Tak se rozšířilo i rčení: Ein bißchen Blech, ein bißchen Lack, und fertig ist der Hanomag! (Trochu plech, trochu lak, hotový je Hanomag).

### Hanomag 3/16 PS 1929 – 1938

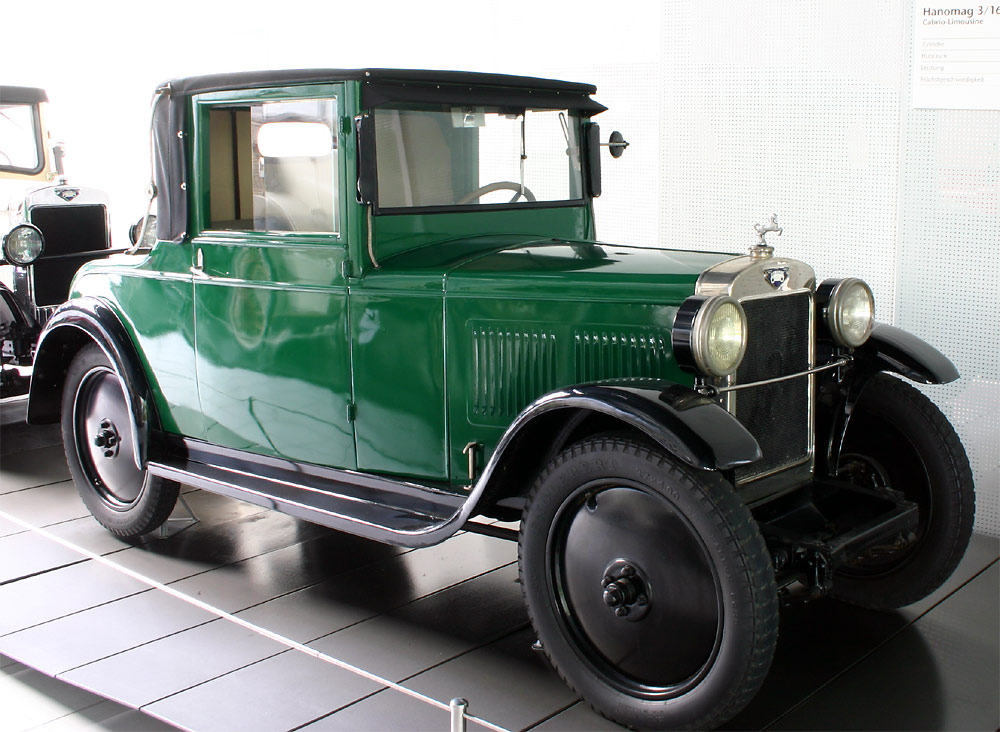
Hanomag 3/16 PS

Hanomag v roce 1928 začal vyrábět mnohem komfortnějšího nástupce vozu 2/10. Pod teď už tradiční kapotou měl čtyřválcový motor o objemu 745 cm³ s výkonem 12 kW. Pomocí třístupňové převodovky poháněl opět zadní nápravu (bez diferenciálu). Karoserie sestávala z kostry z tvrdého dřeva pokryté ocelovým plechem. Později vznikl i kabriolet s nouzovým sedadlem, a v zimě 1929/30 byla představena limuzína se silnějším motorem.

### Hanomag Rekord 1934 – 1938

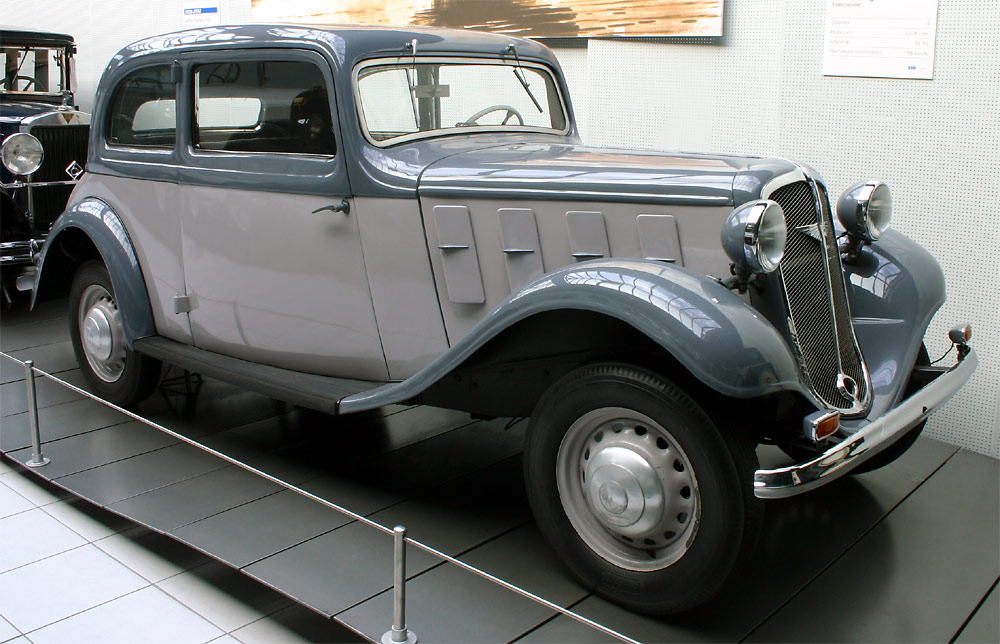
Hanomag Rekord

V roce 1934 uvedla firma na trh vůz střední třídy „Rekord“ s motorem o objemu 1,5 litru.
Měl prostornou celoocelovou karoserii a byl stěžejním produktem firmy až do roku 1938. Od roku 1937 byl Rekord osazen diskovými koly, měl zvýšený výkon a karoserie nabyla aerodynamičtějších tvarů. V roce 1936 byl představen „Rekord Diesel“ s motorem 1910 cm³. Společně se současníkem Mercedes-Benz 260 D patří Hanomag Rekord k prvním sériově vyráběným osobním automobilům s dieselovým motorem.

### Partner (1951)

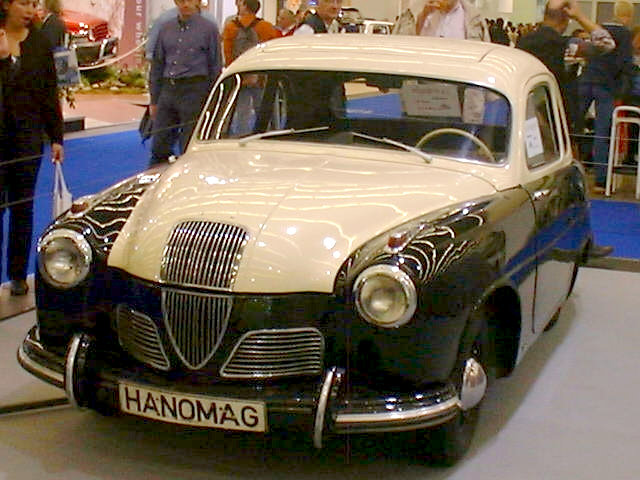
Hanomag Partner (1951)

Na Frankfurtském autosalónu v roce 1951 představila firma široký krátký minivůz Hanomag „Partner“ pro tři dospělé a dvě menší děti sedící za nimi. Nástupce typu Kommissbrot s moderní karoserií pontonového tvaru, kterým se po válečném přerušení chtěla vrátit mezi výrobce osobních automobilů, byl po technické stránce na svou dobu velmi moderní. Poháněl ho ale dvoutaktní tříválcový 697 cm³ motor maximálního výkonu 20 kW a se zveřejněnou částkou 5850 DM vzbudil malý zájem. Do sériové výroby se nedostal, exportní provedení VW Brouk se tehdy prodávalo za asi 5100 DM.

### Další osobní automobily Hanomag
- Hanomag 10 PS
- Hanomag 1.3 (1938-41)
- Hanomag Brillant
- Hanomag Garant (1937)
- Hanomag Granit
- Hanomag Robust
- Hanomag Sturm (1934-40)
- Hanomag Kurier (1935)

### Nákladní automobily

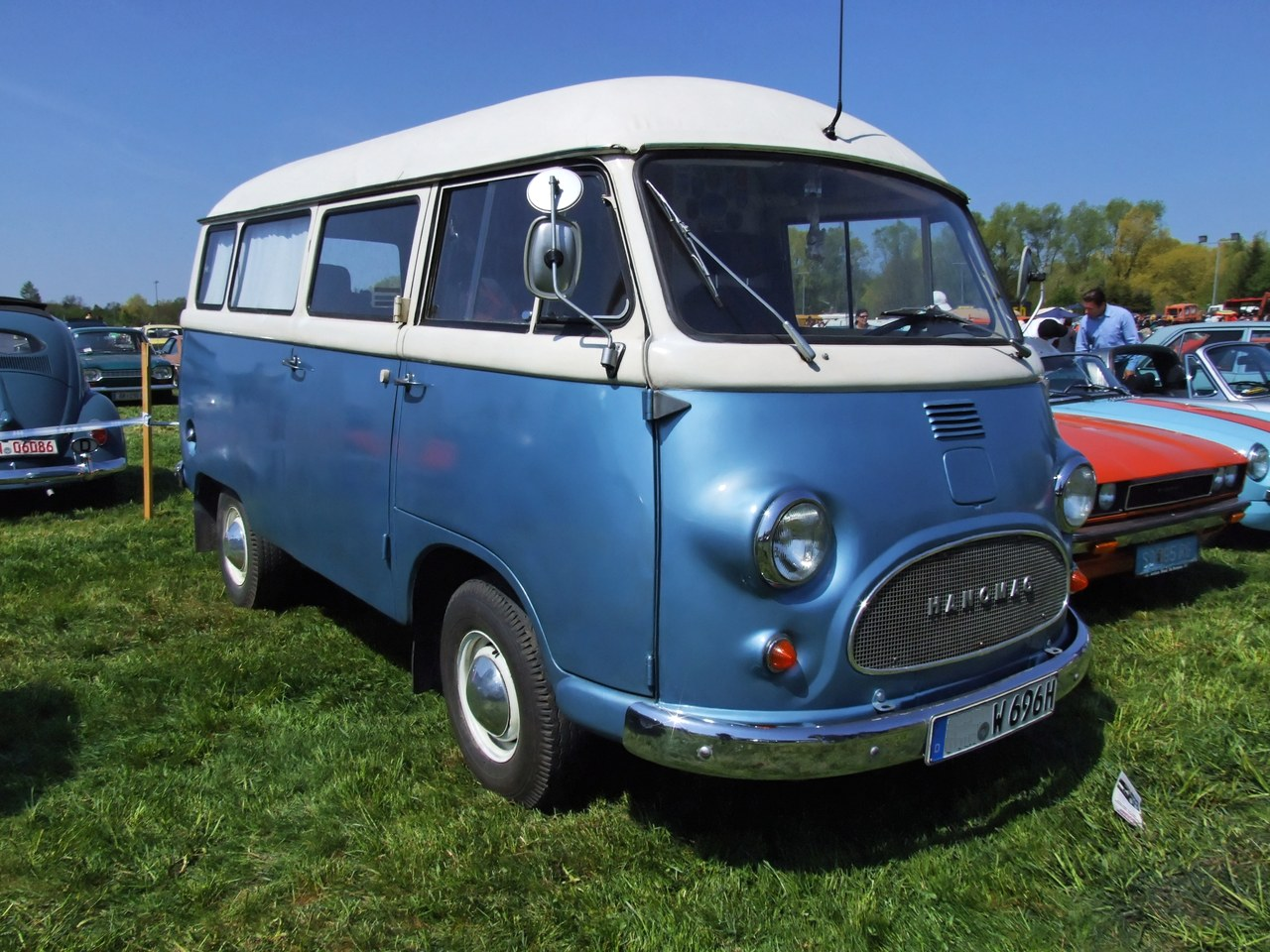
Hanomag
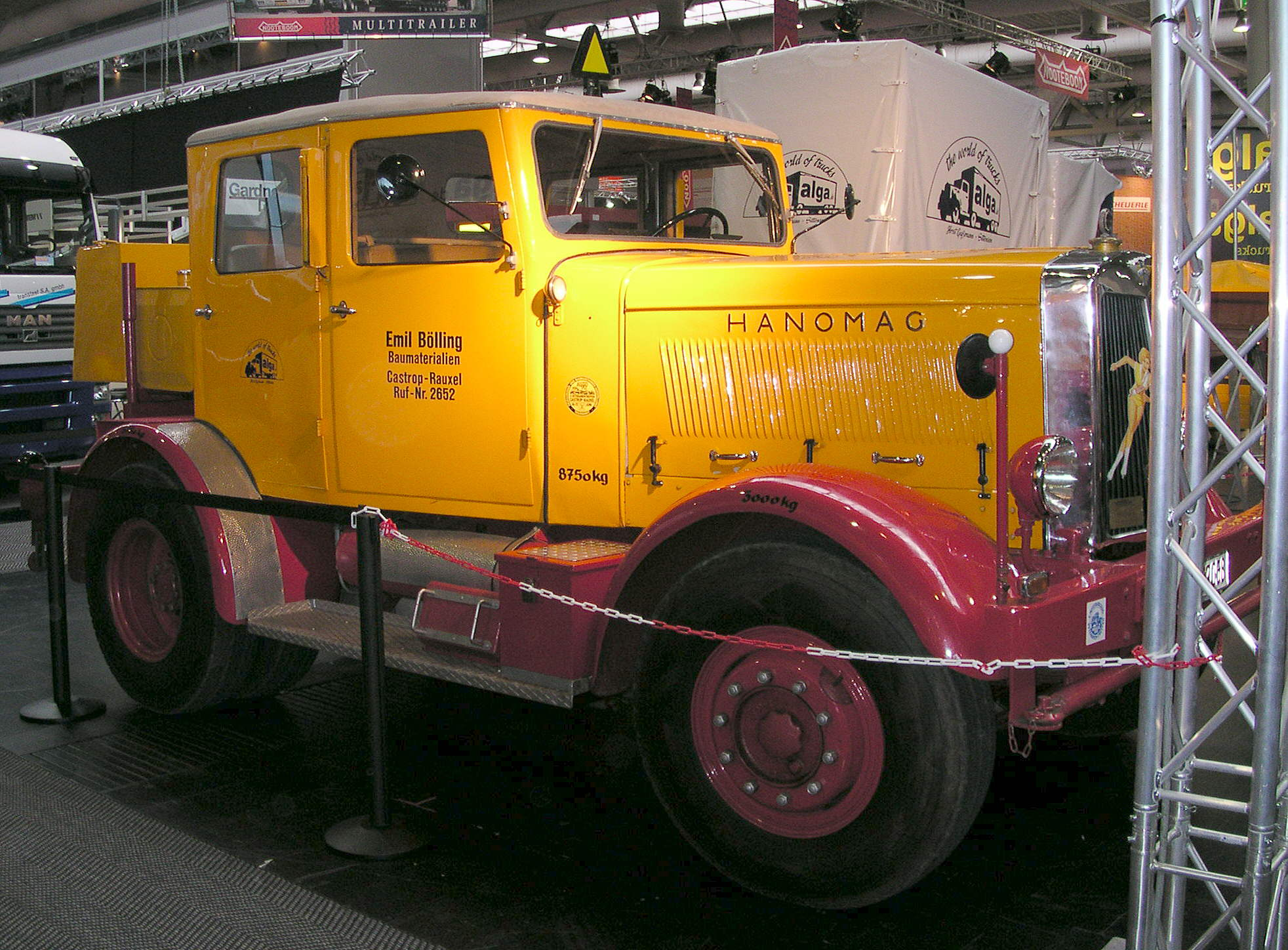
Tahač
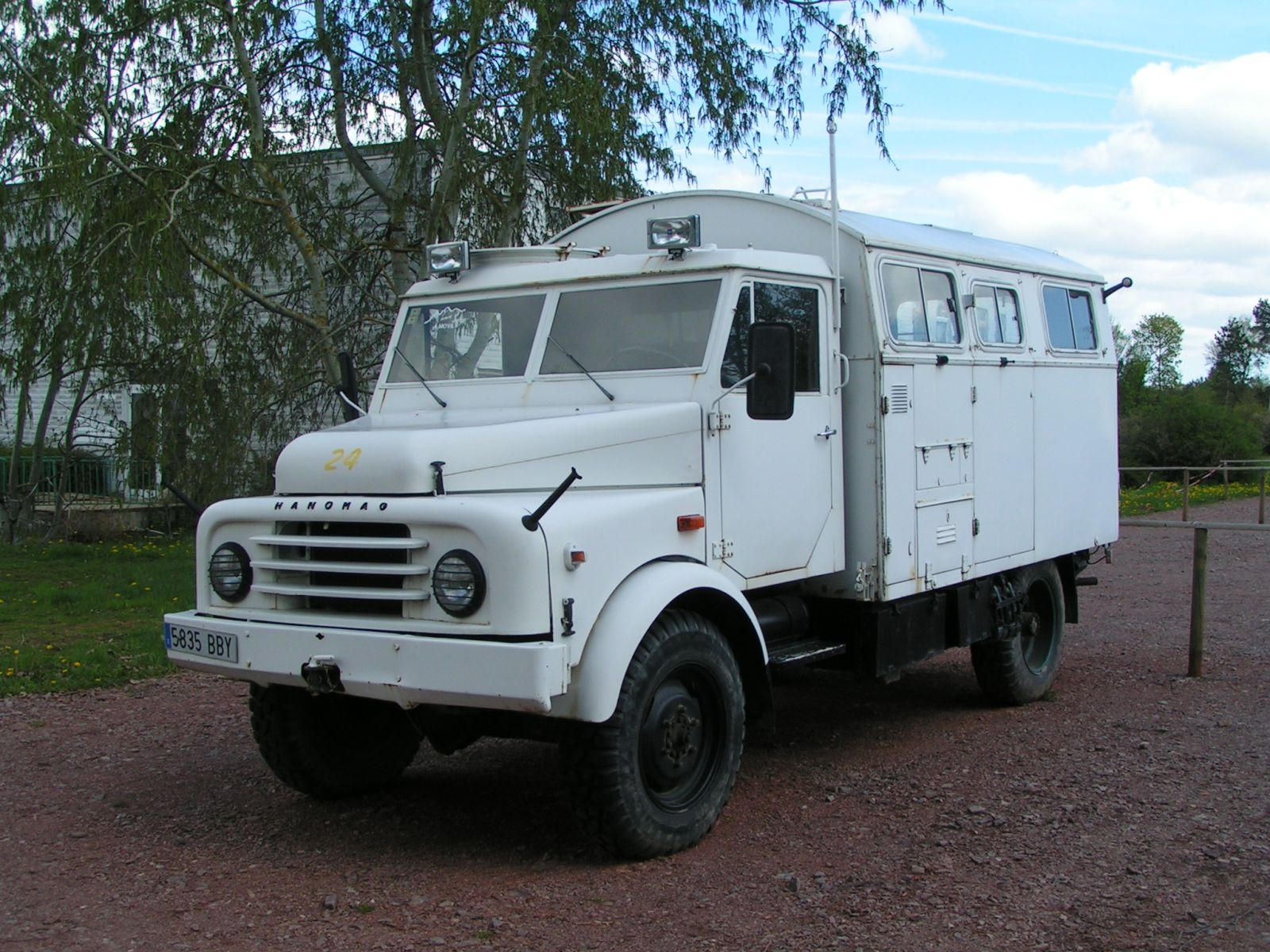
Vojenský pancéřovaný AL28 skříň
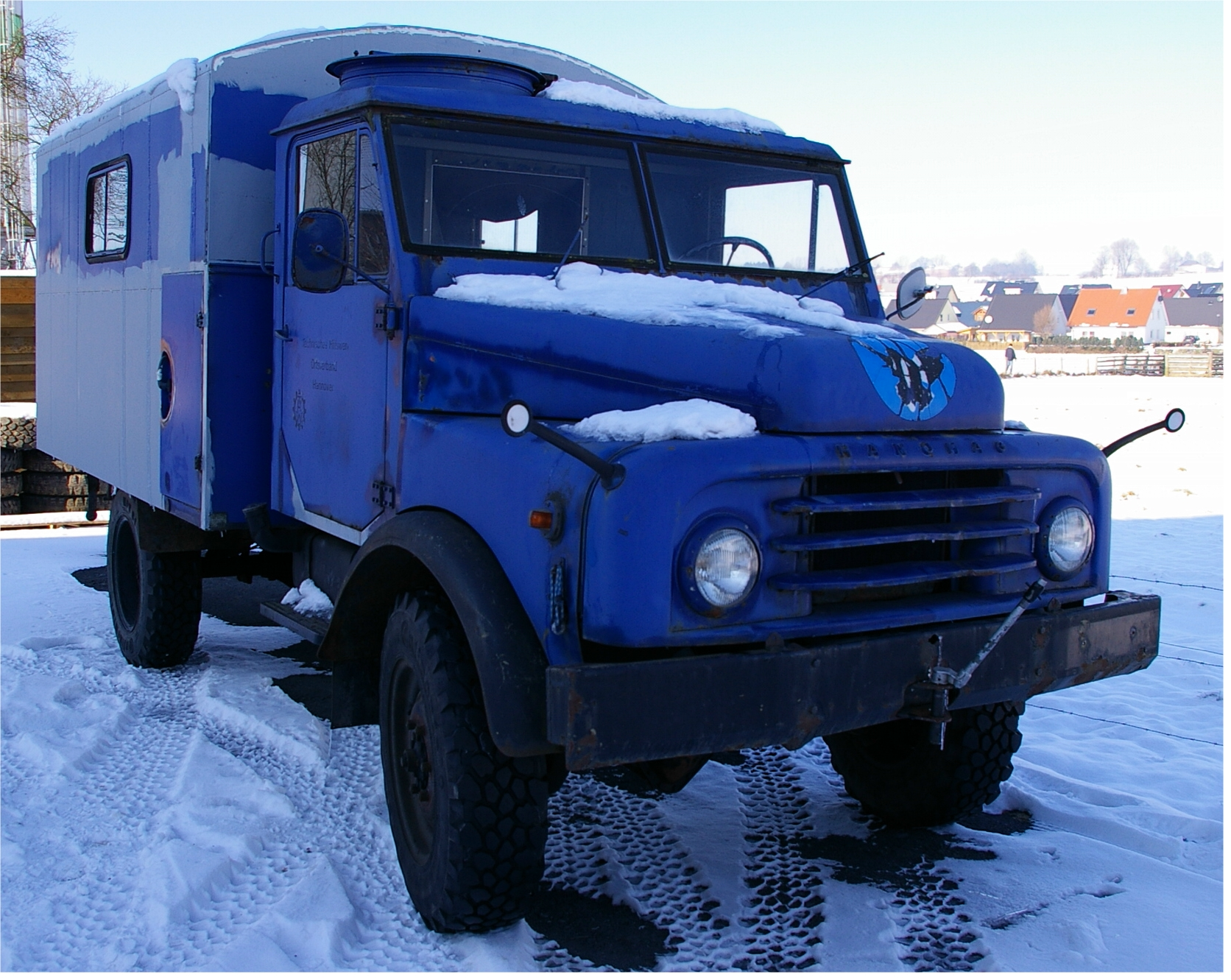
Hanomag AL28 skříň
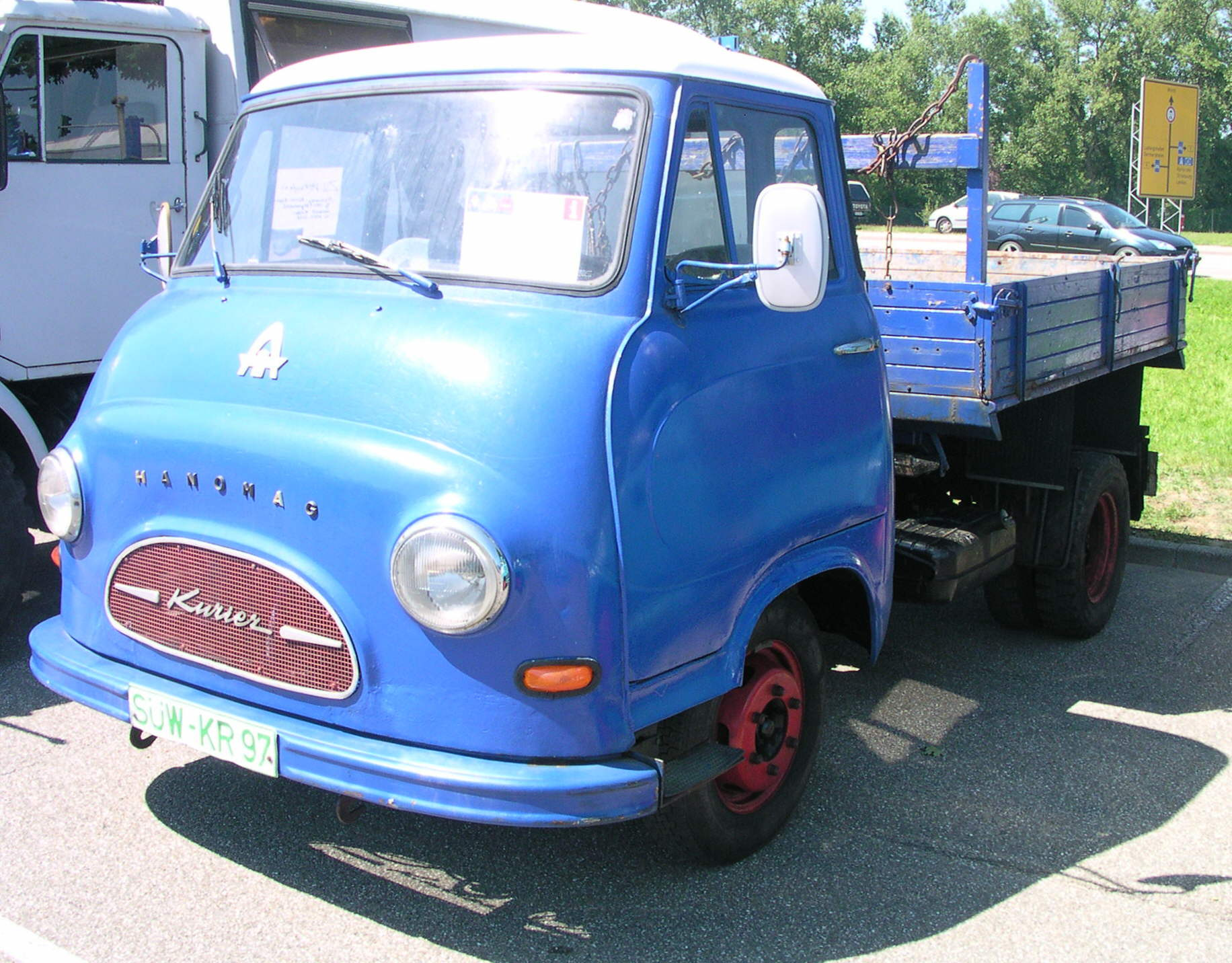
Hanomag Kurier
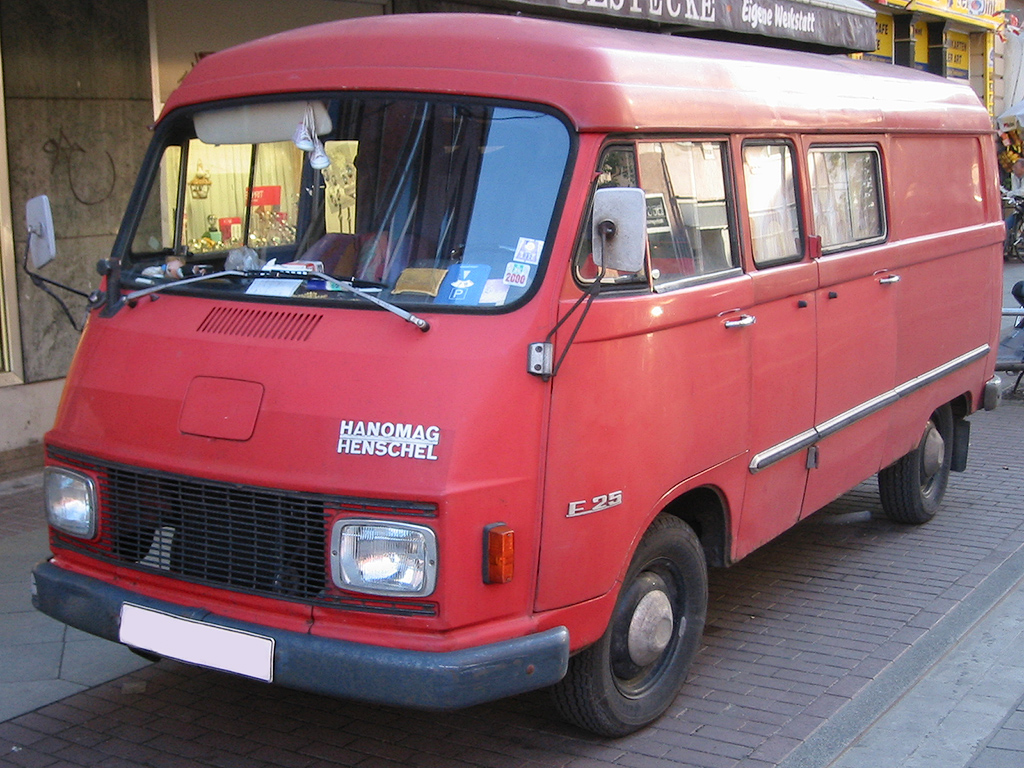
Hanomag-Henschel F 25, „Harburger Transporter“
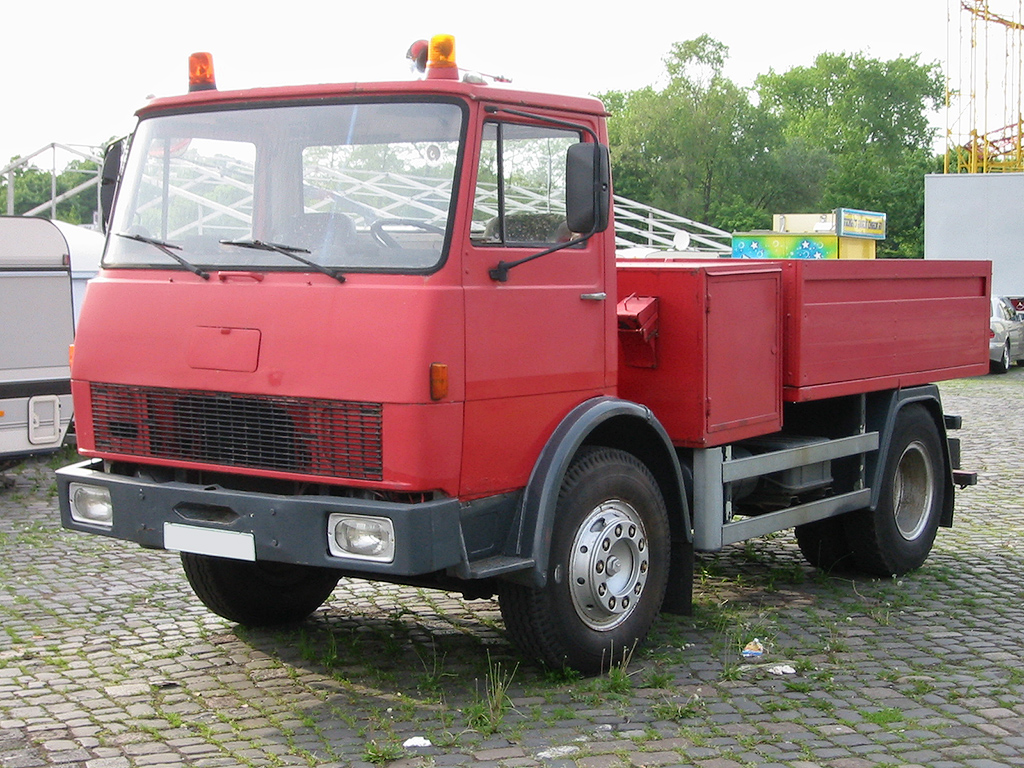
Střední nákl. automobil vyvíjený Hanomagem, na trh dodávaný s označením Henschel, později Hanomag-Henschel, design Louis Lucien Lepoix
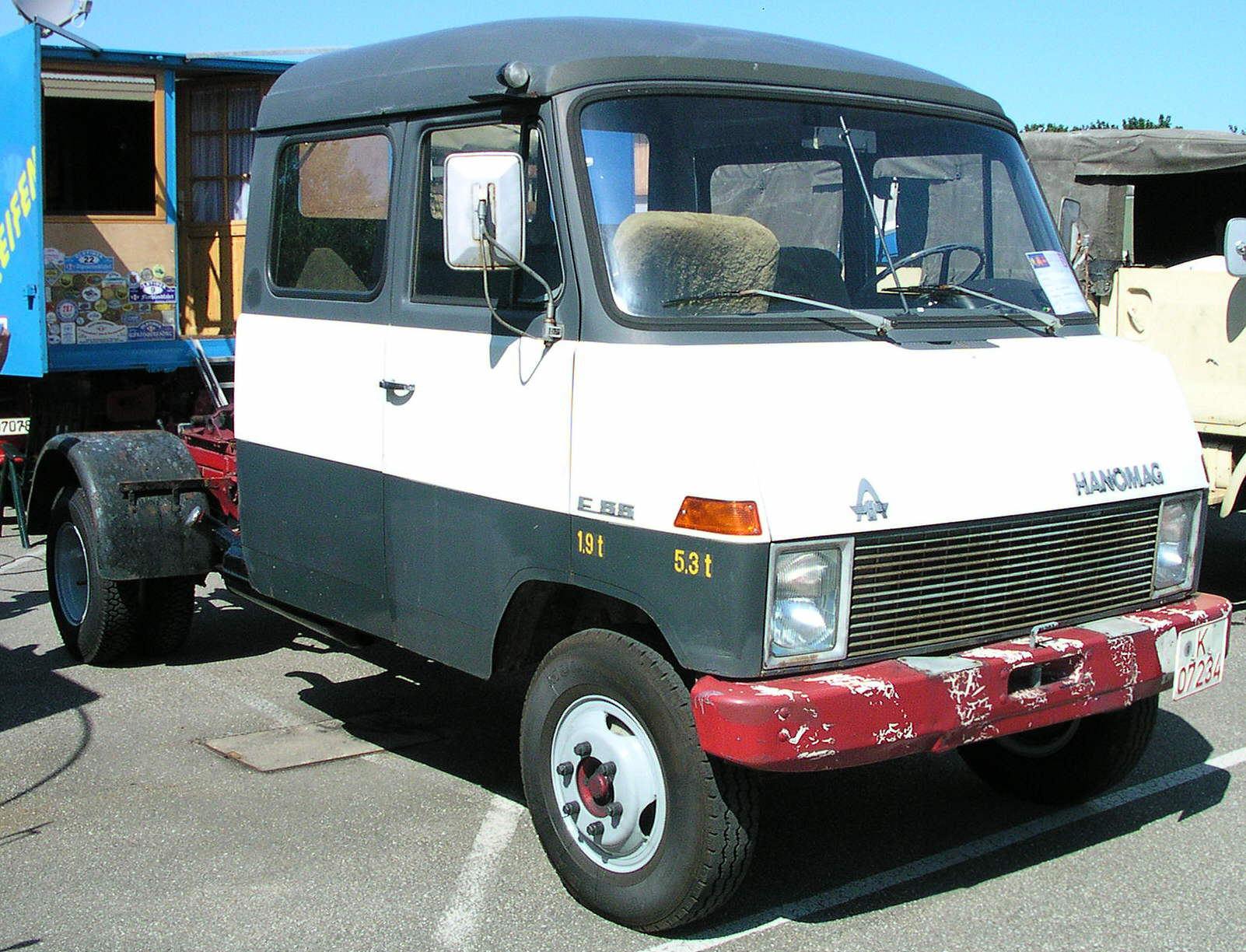
F 55, design Louis Lucien Lepoix

### Traktory

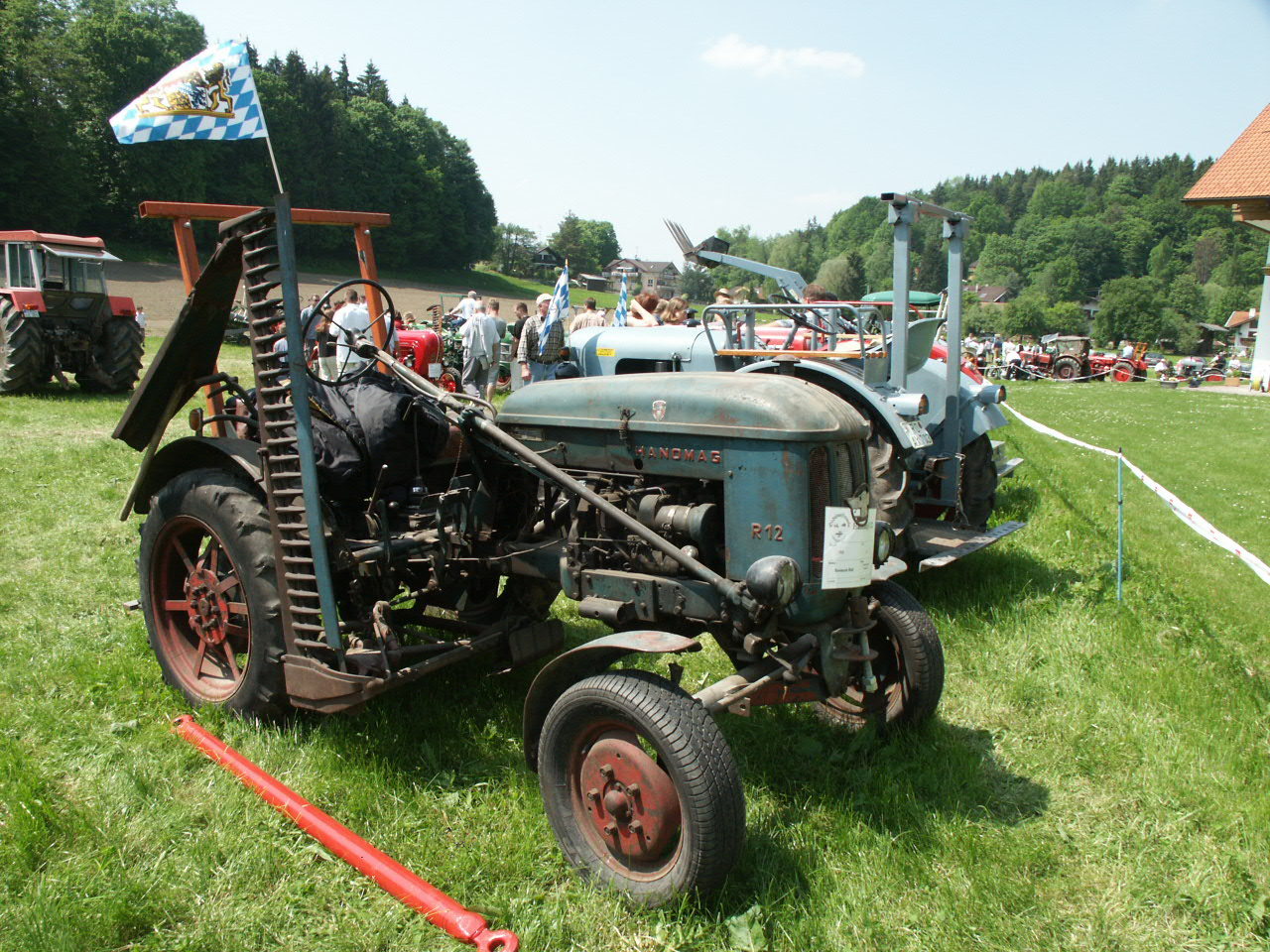
Hanomag R 12 (1955)
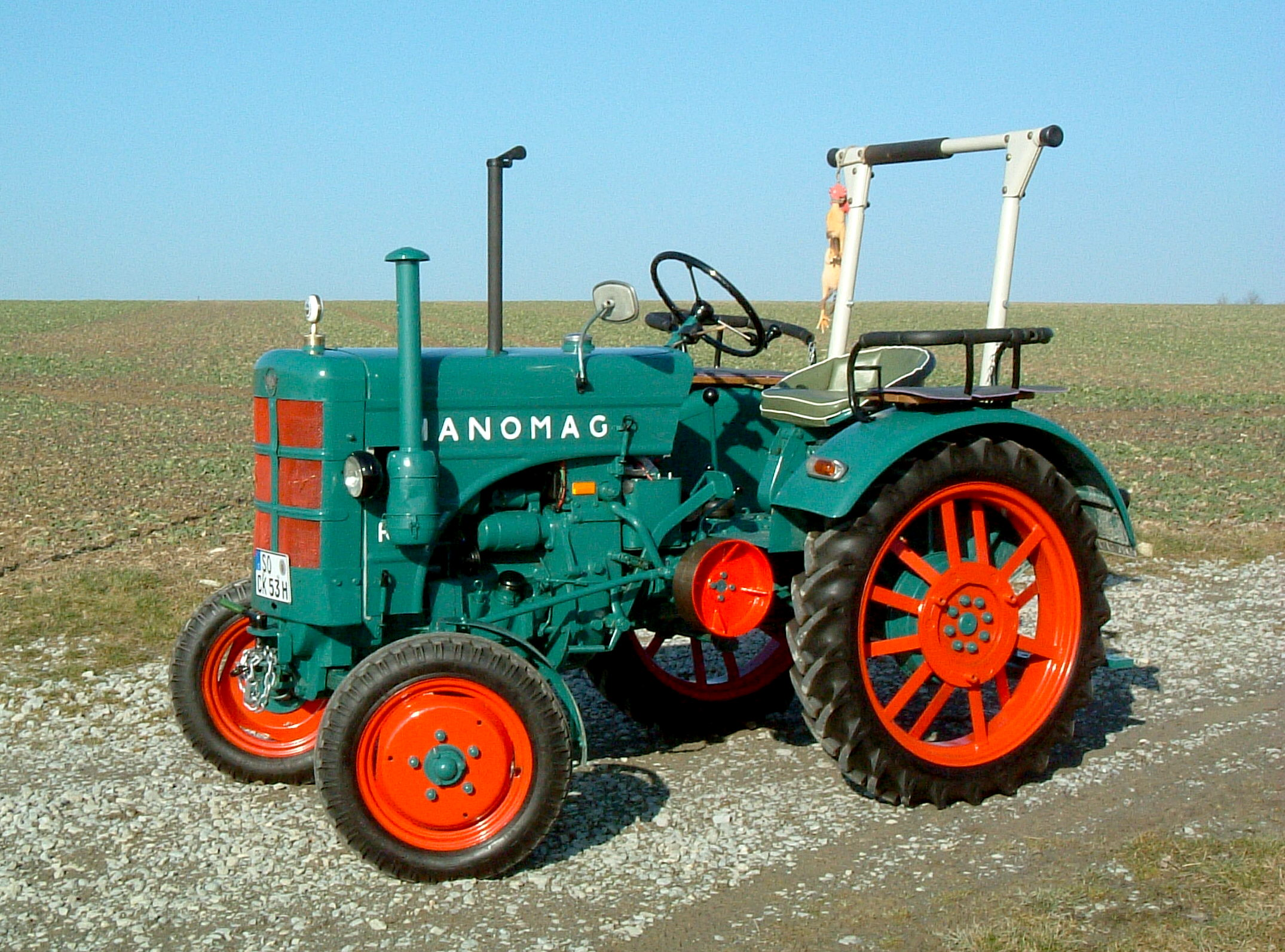
Hanomag R 16 (1953)
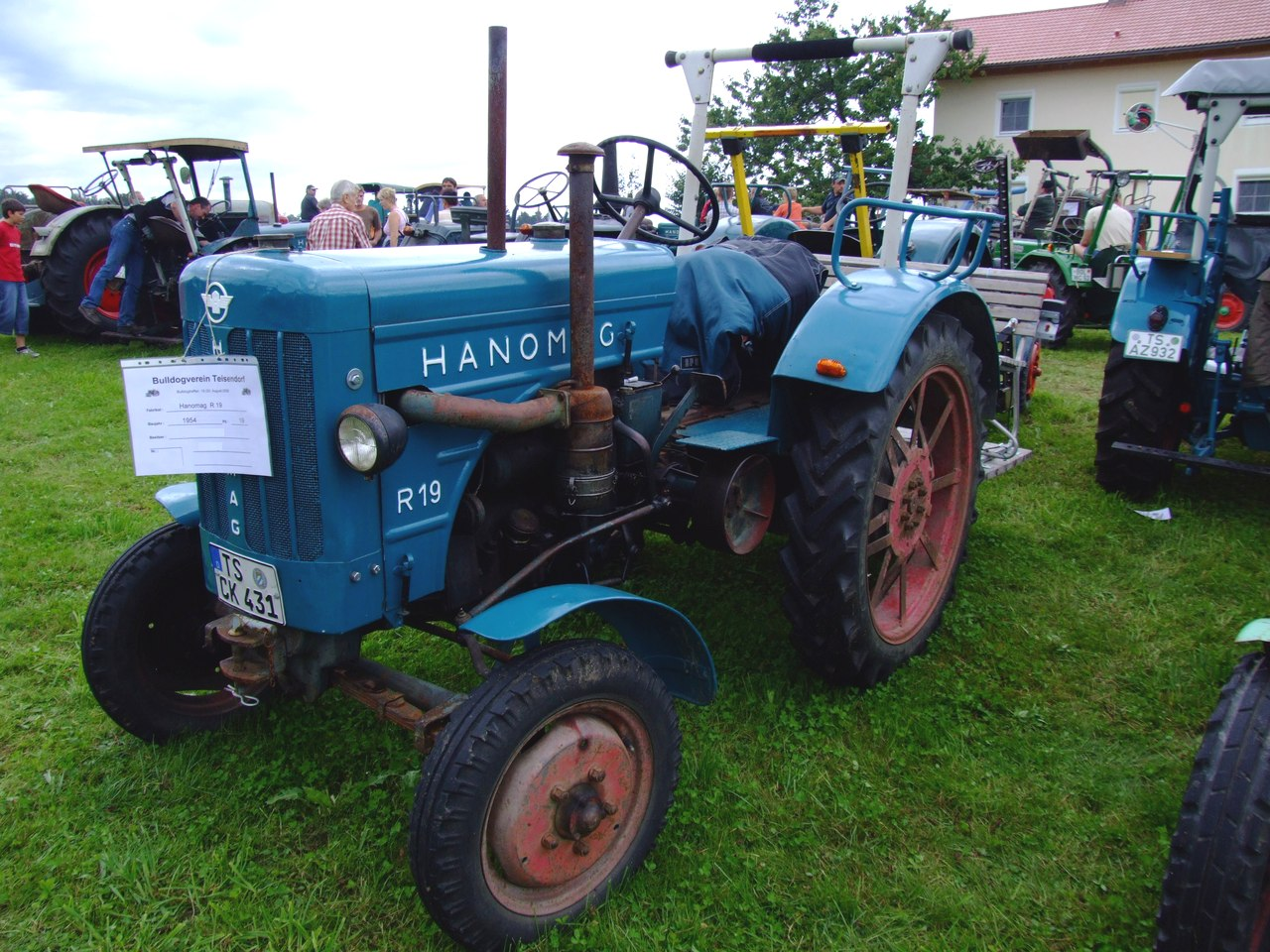
Hanomag R 19 (1954)
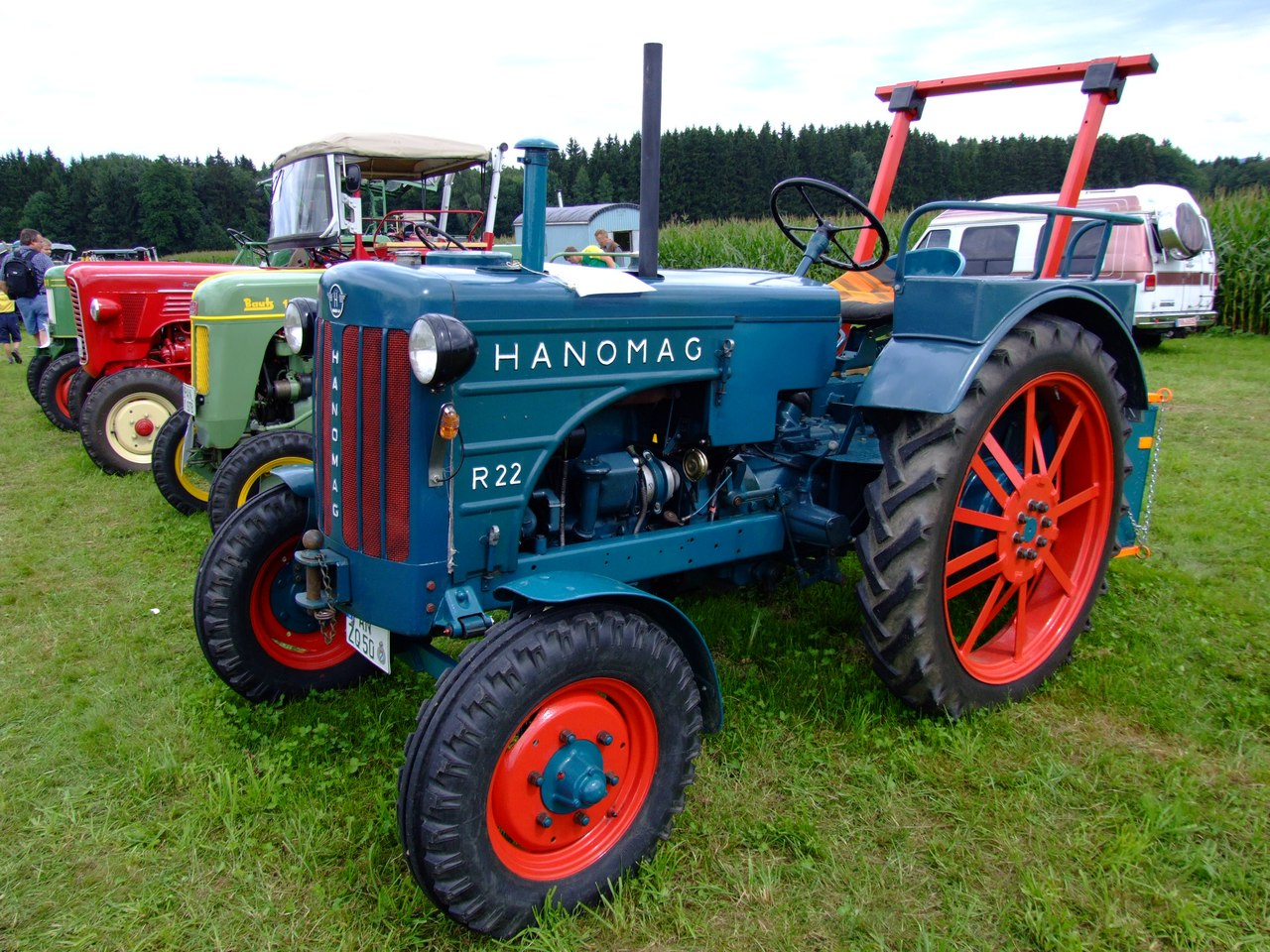
Hanomag R 22 (1954)
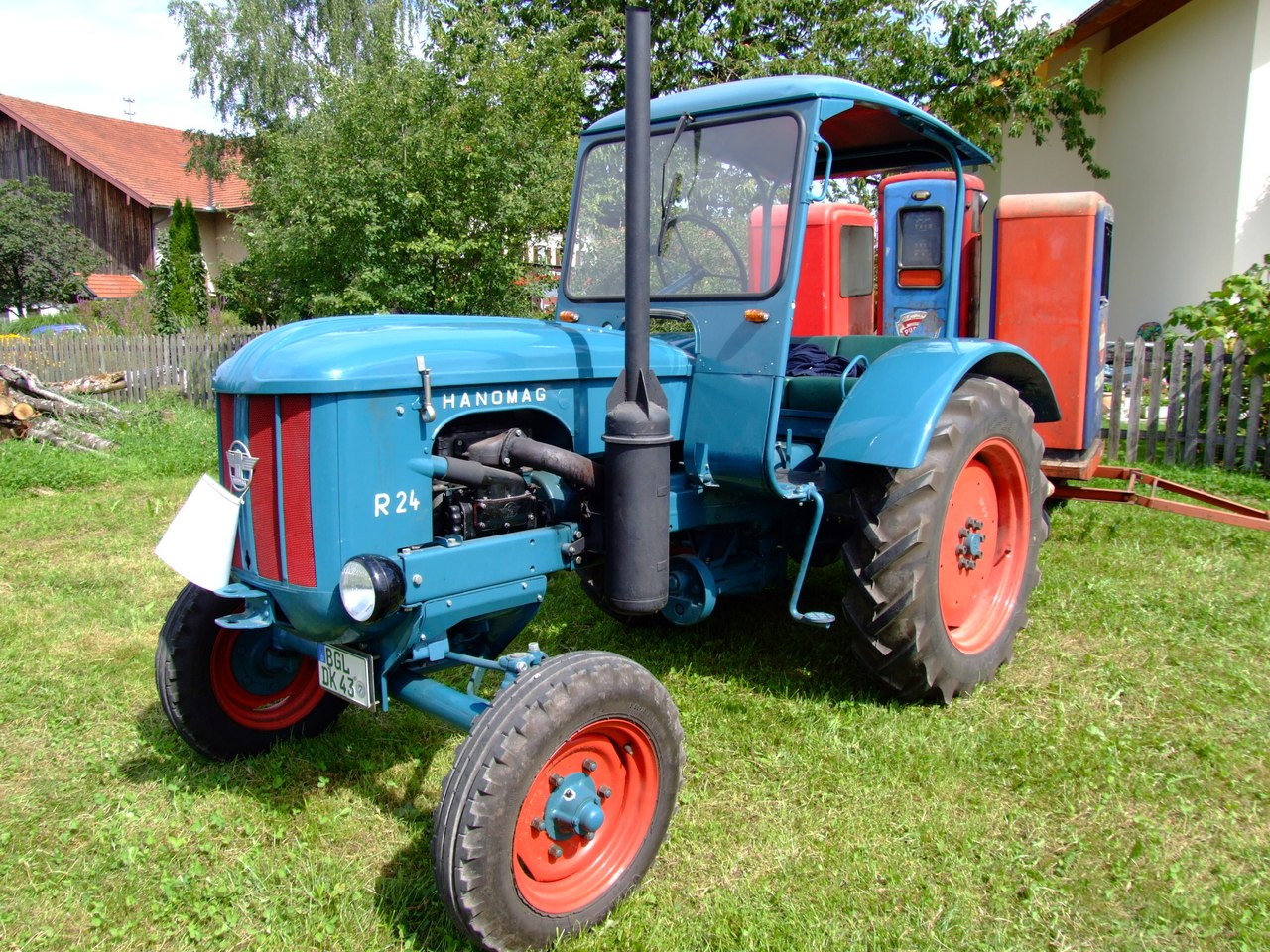
Hanomag R 24 (1955)
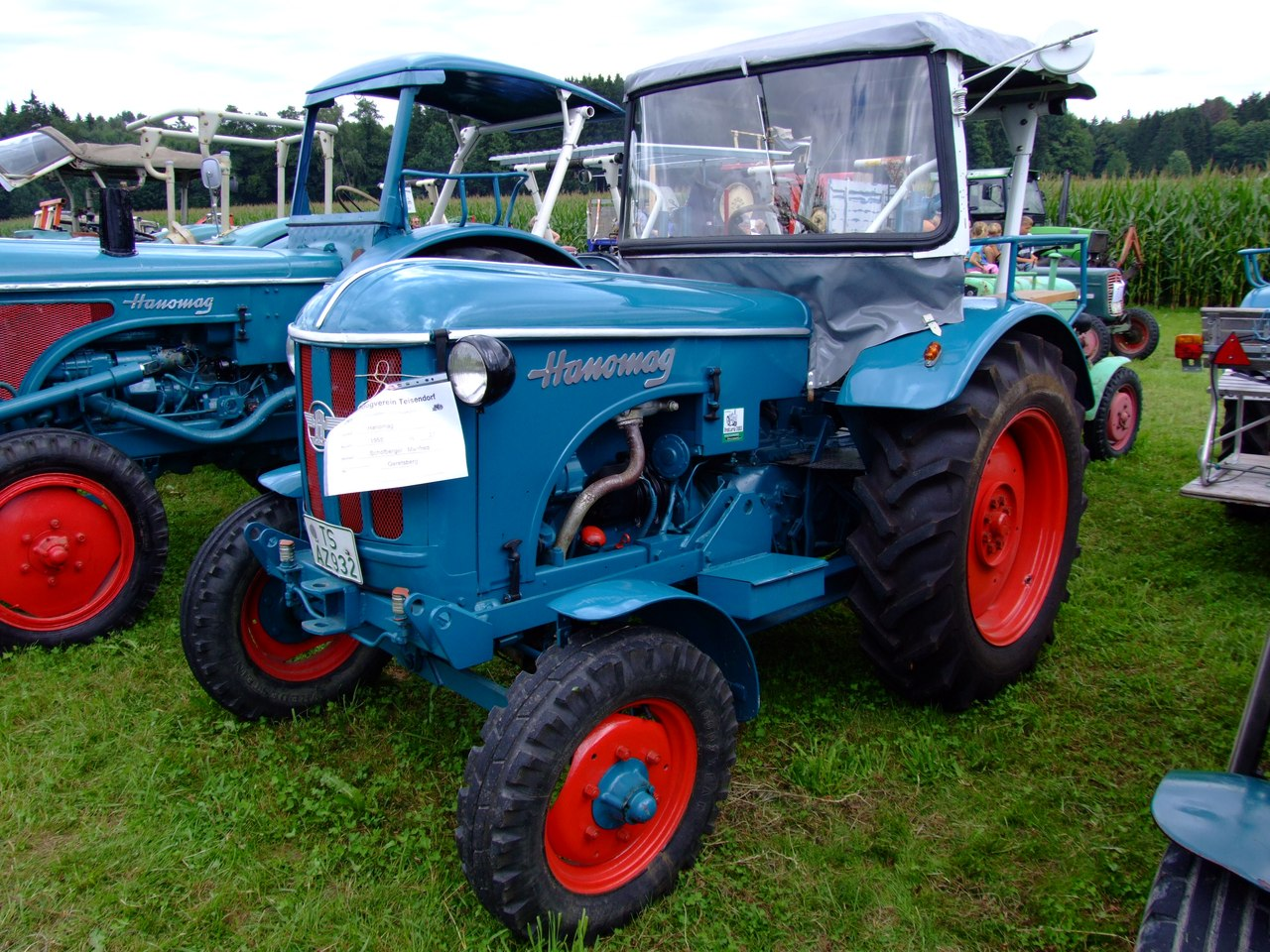
Hanomag R 324 EB (1958)
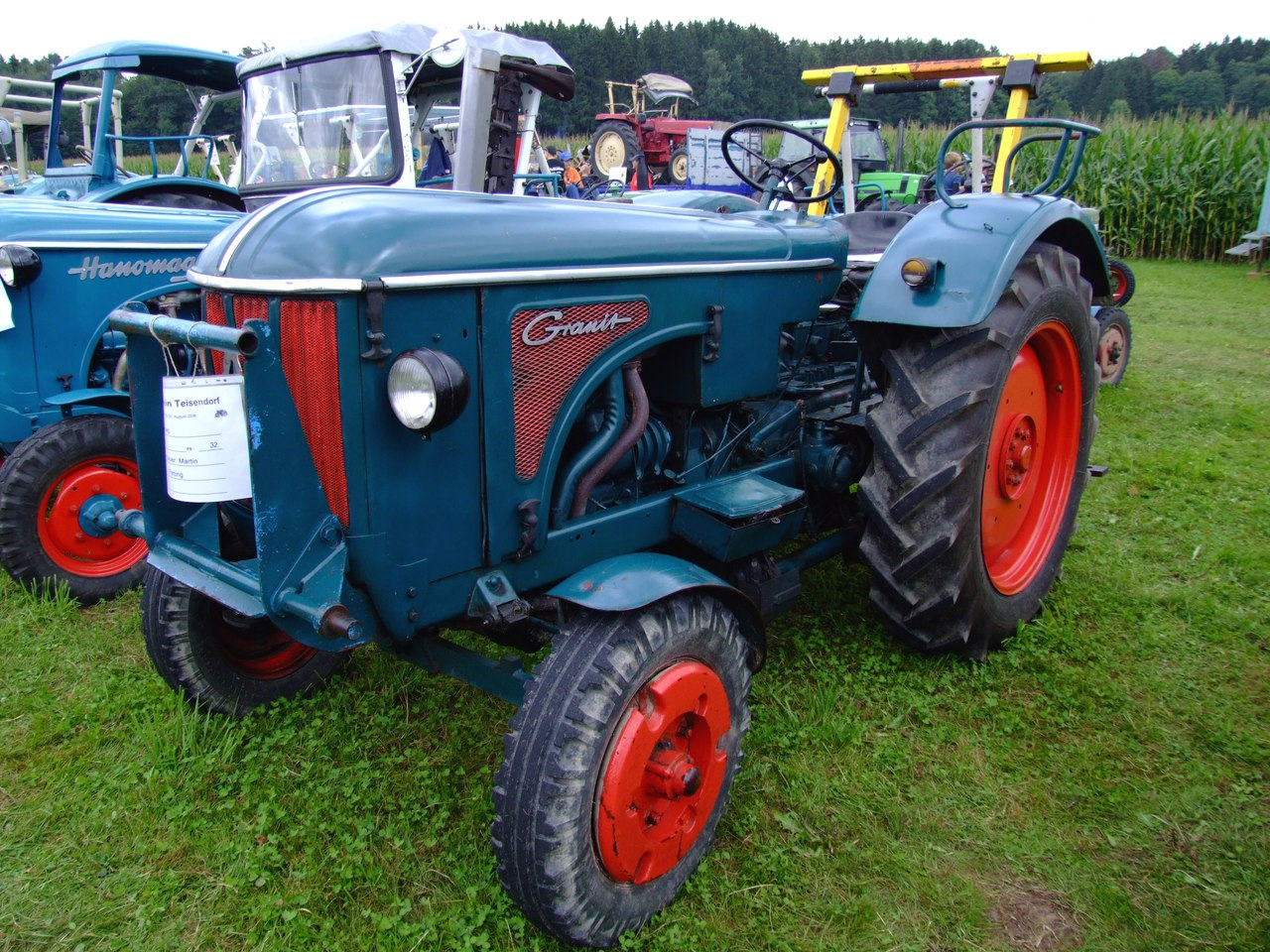
Hanomag R 332-Granit (1961)
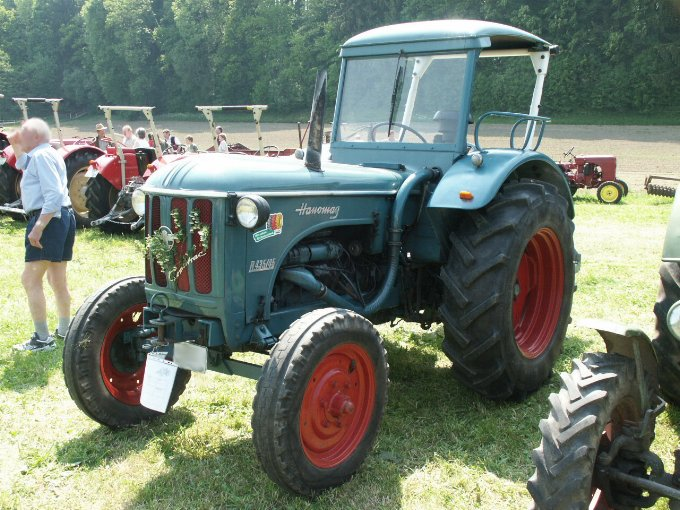
Hanomag R 435/45 (1958)
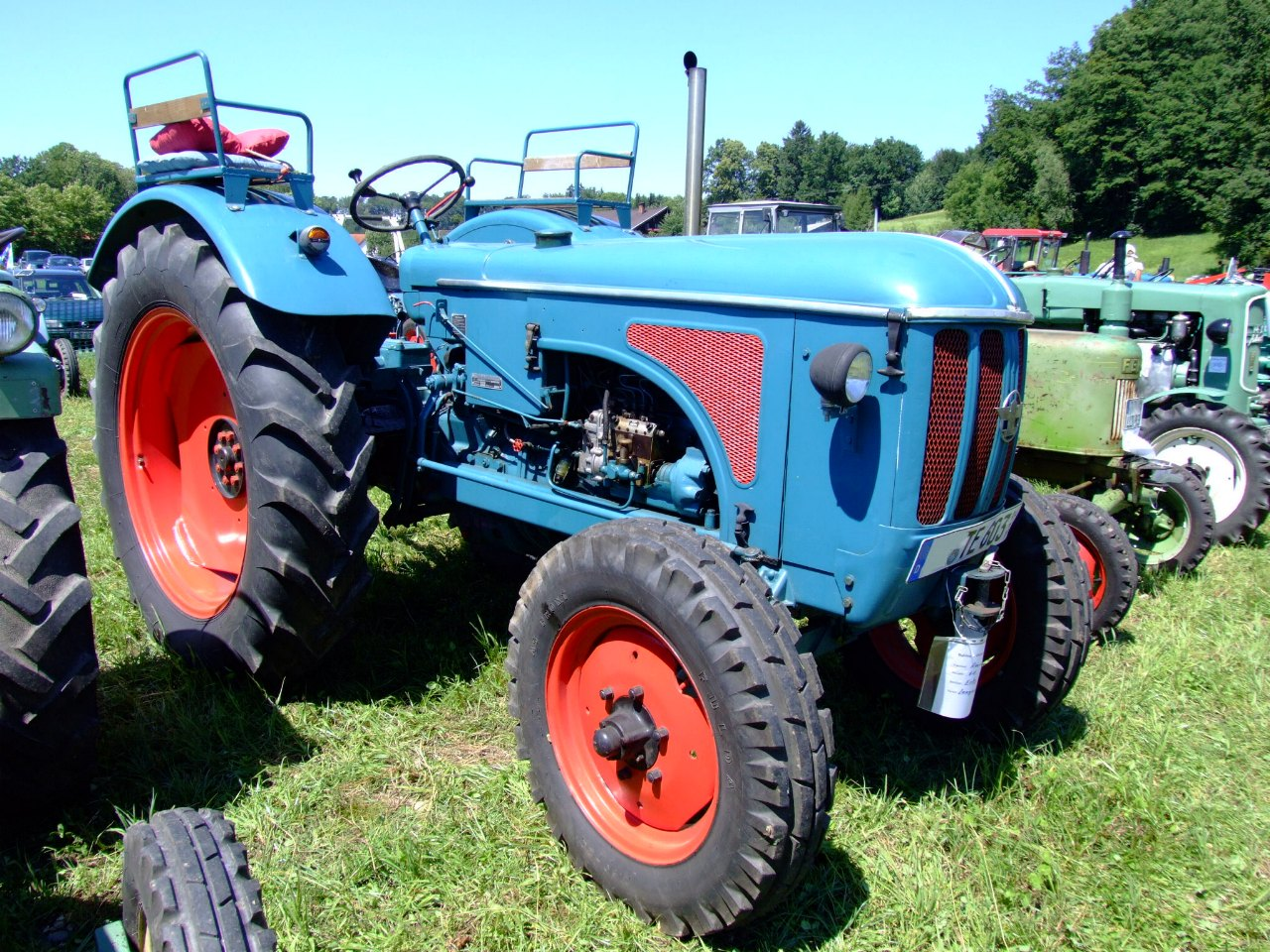
Hanomag R 442/50 Robust (1961)
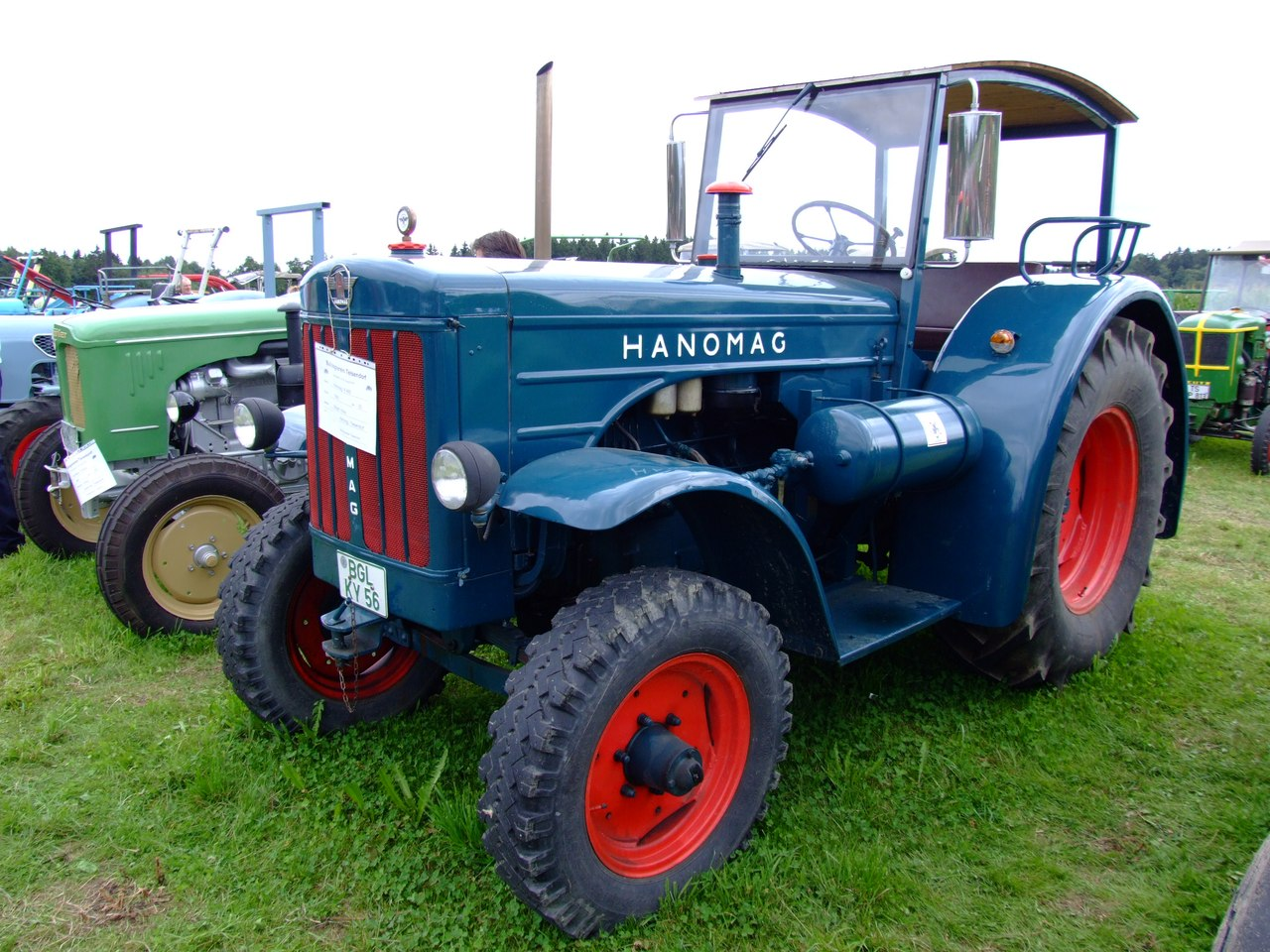
Hanomag R 460 (1958)
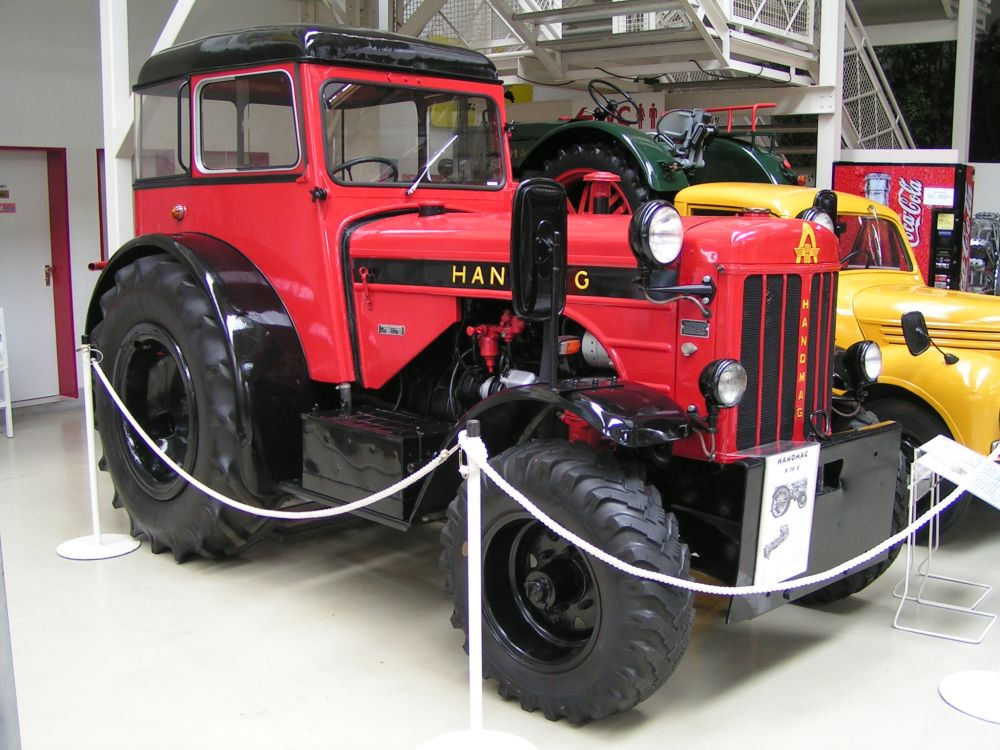
Hanomag R 455 ATK
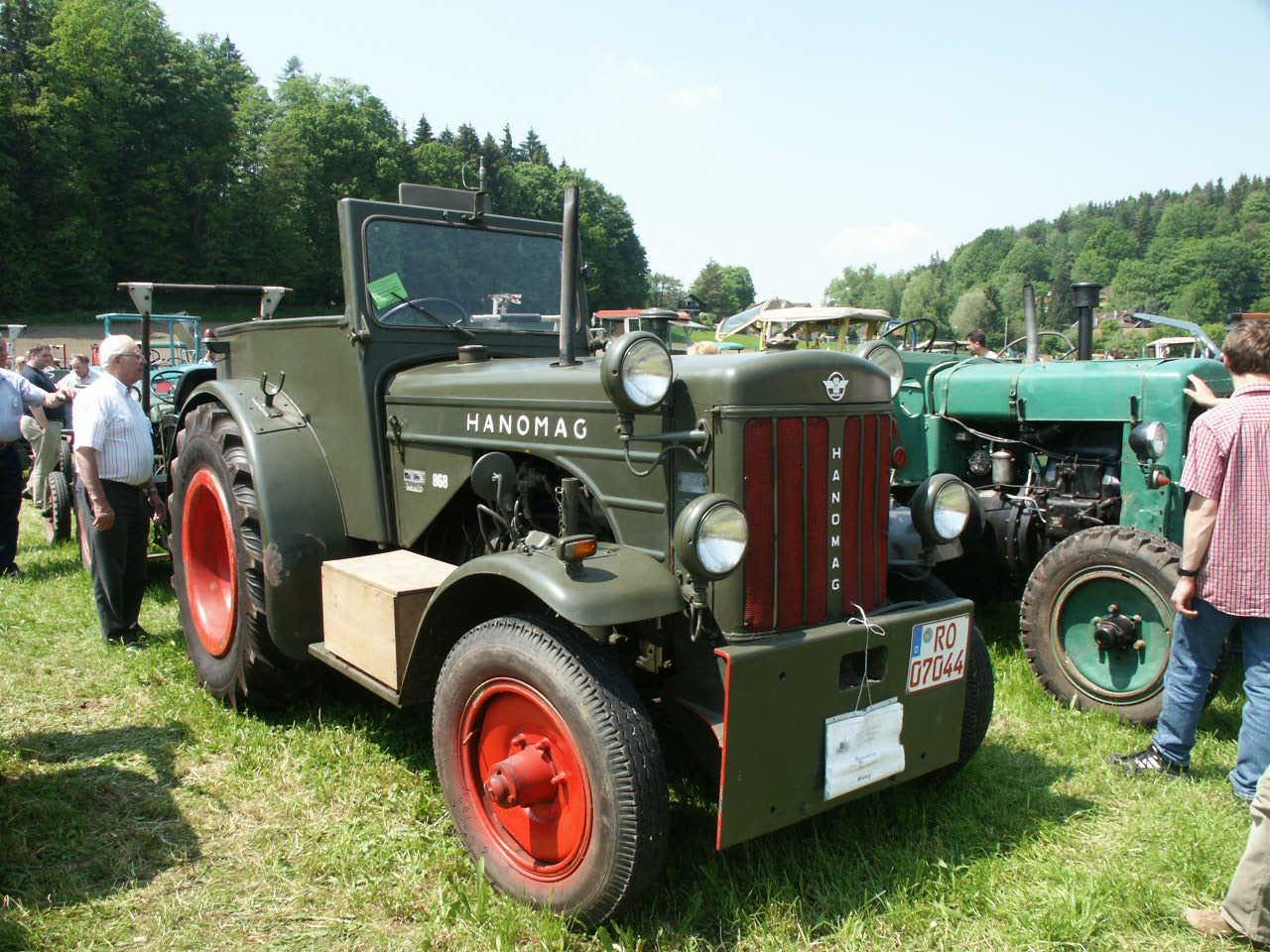
Hanomag (1958)
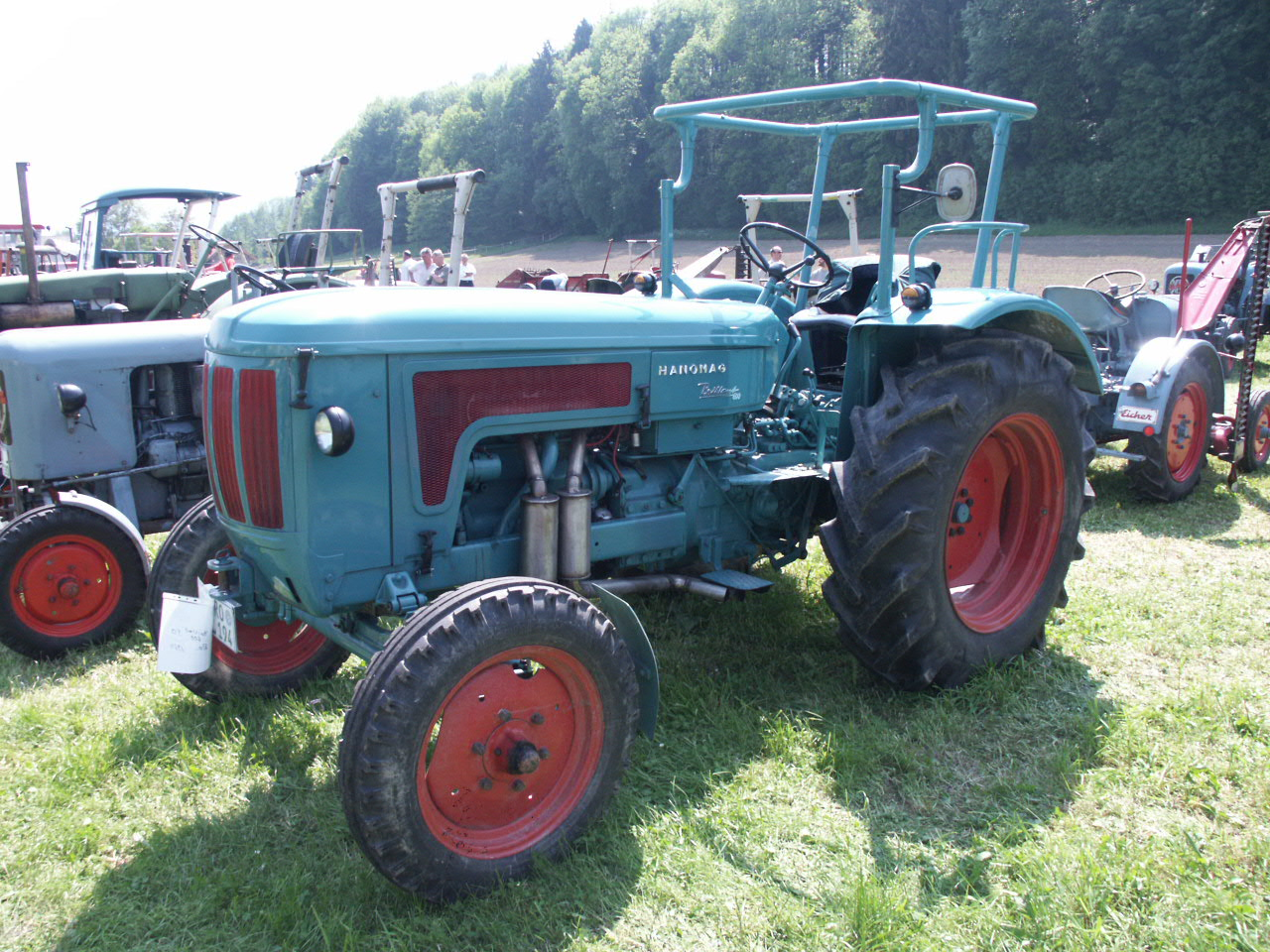
Hanomag Brillant 600 (1964), Design Louis Lucien Lepoix
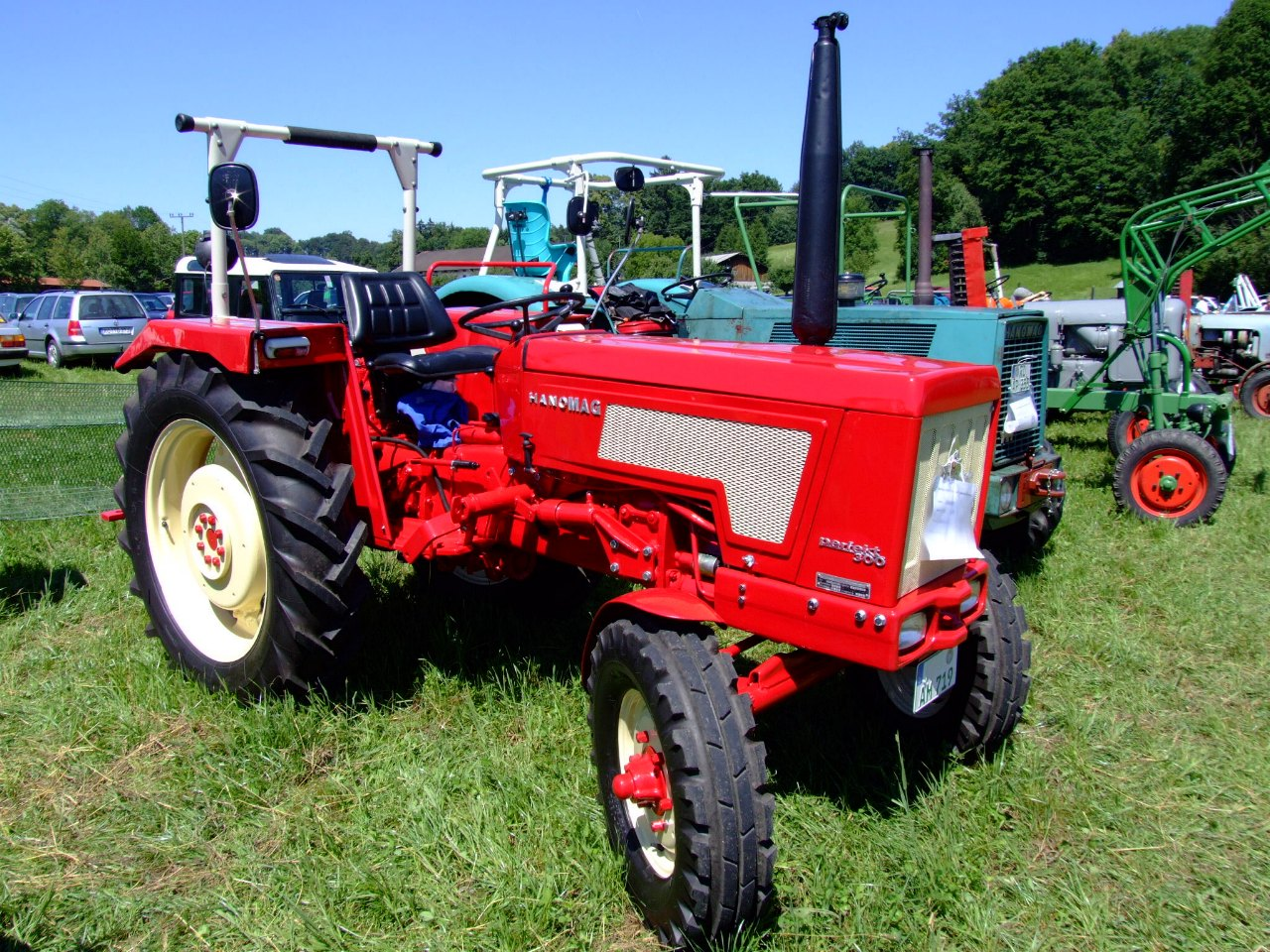
Hanomag Perfekt 301 (1964), design Louis Lucien Lepoix
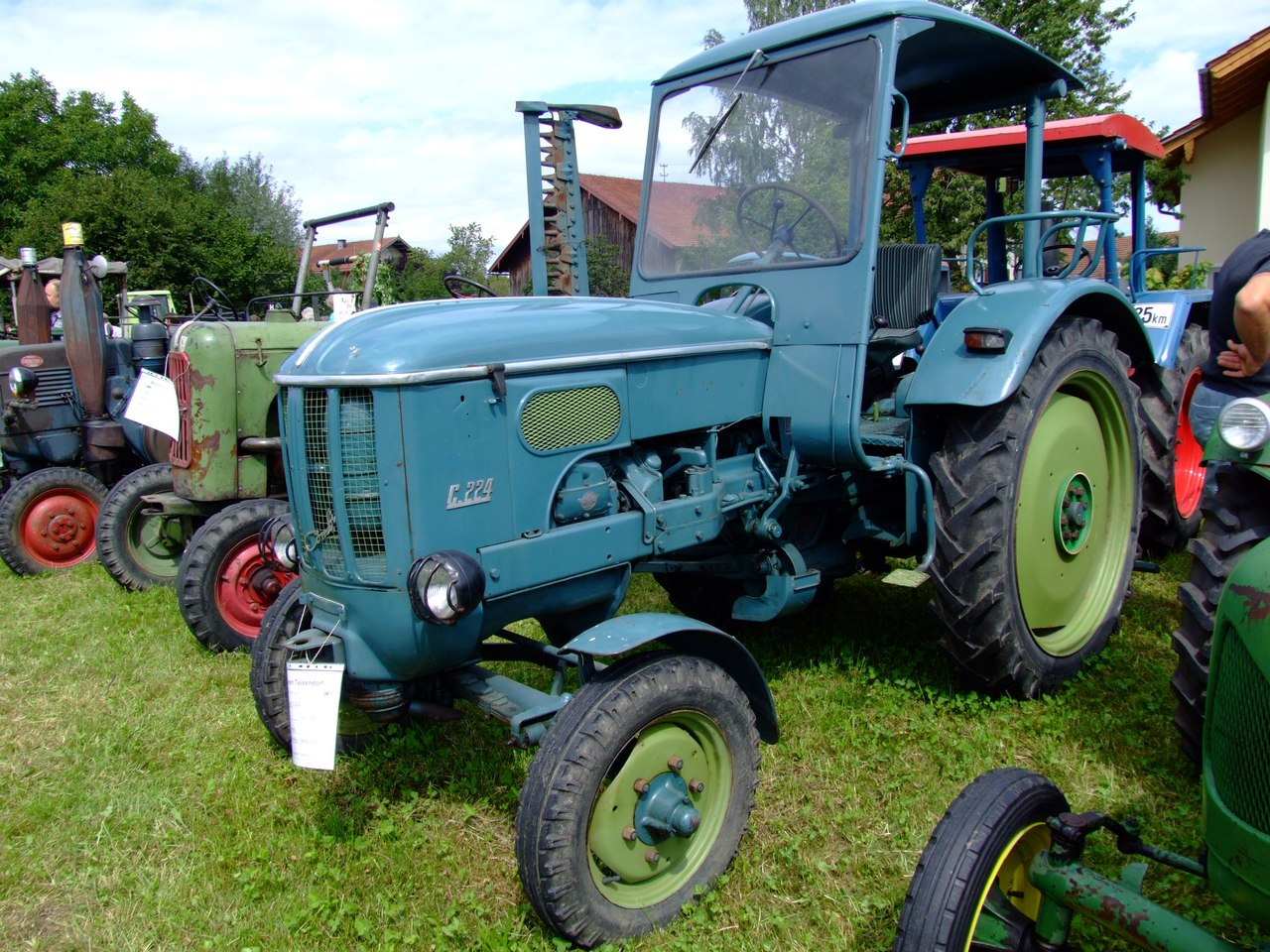
Hanomag C 224 (1959)
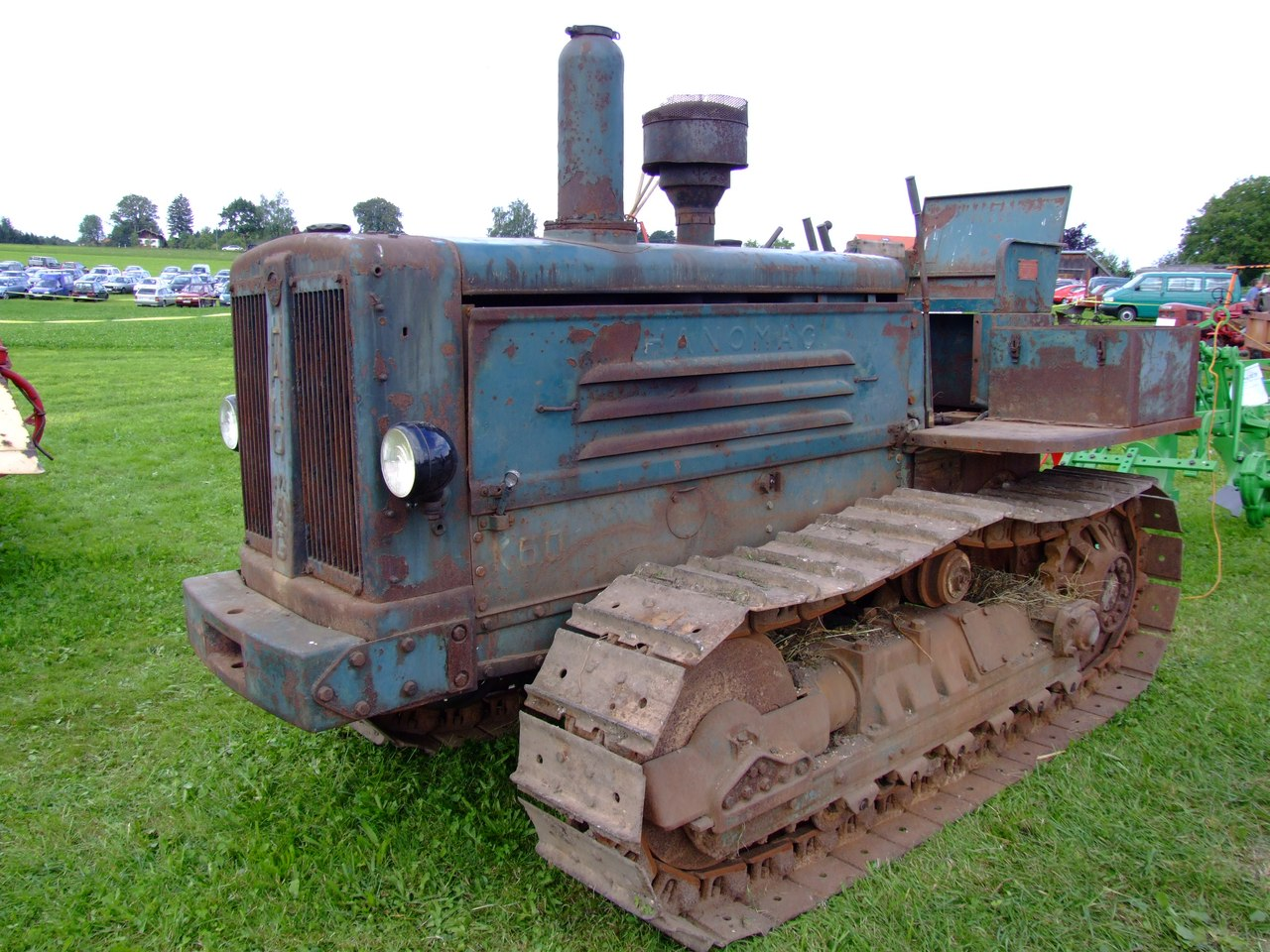
Hanomag K60 (1956)
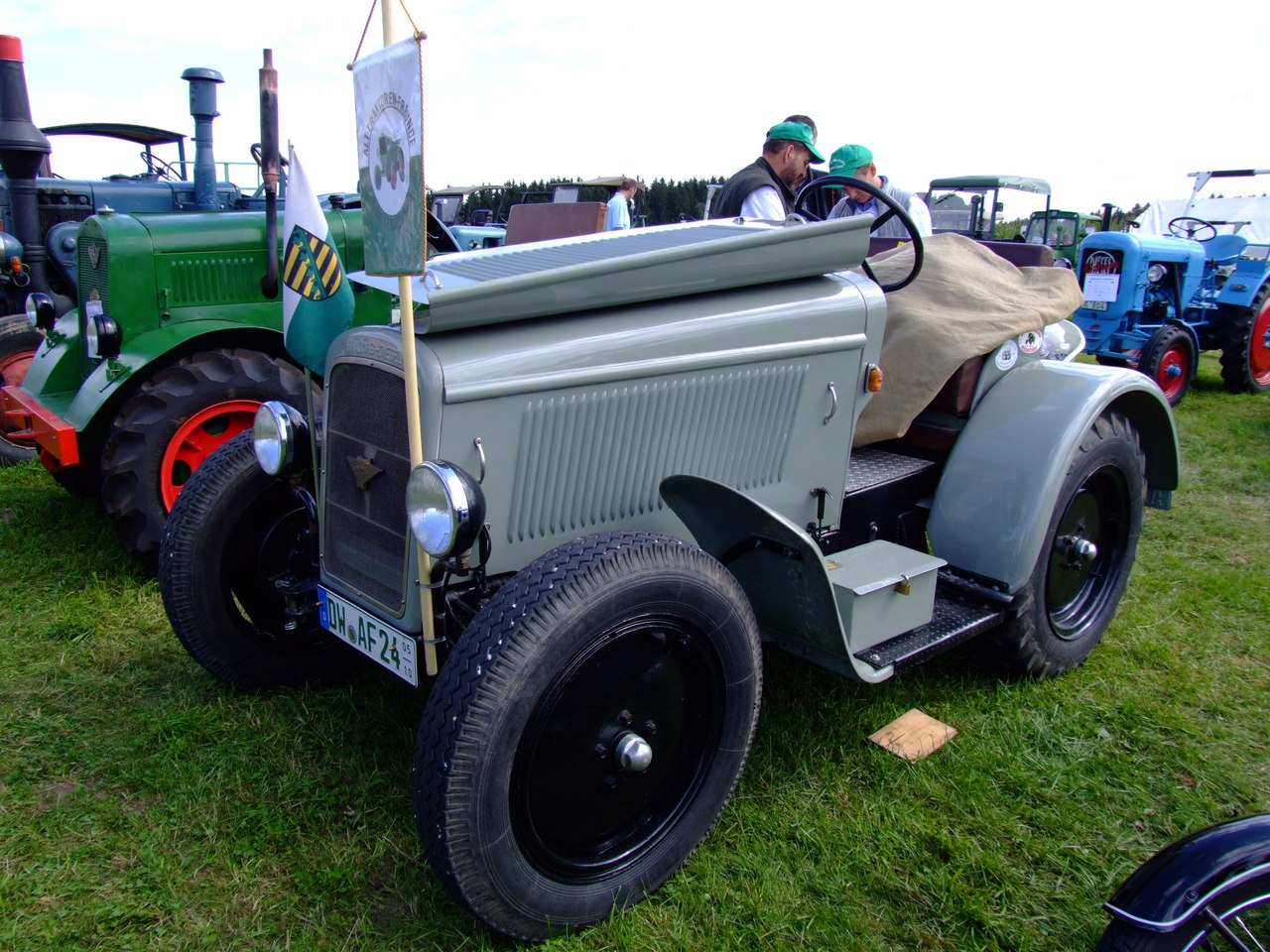
Hanomag RL20 (1938)
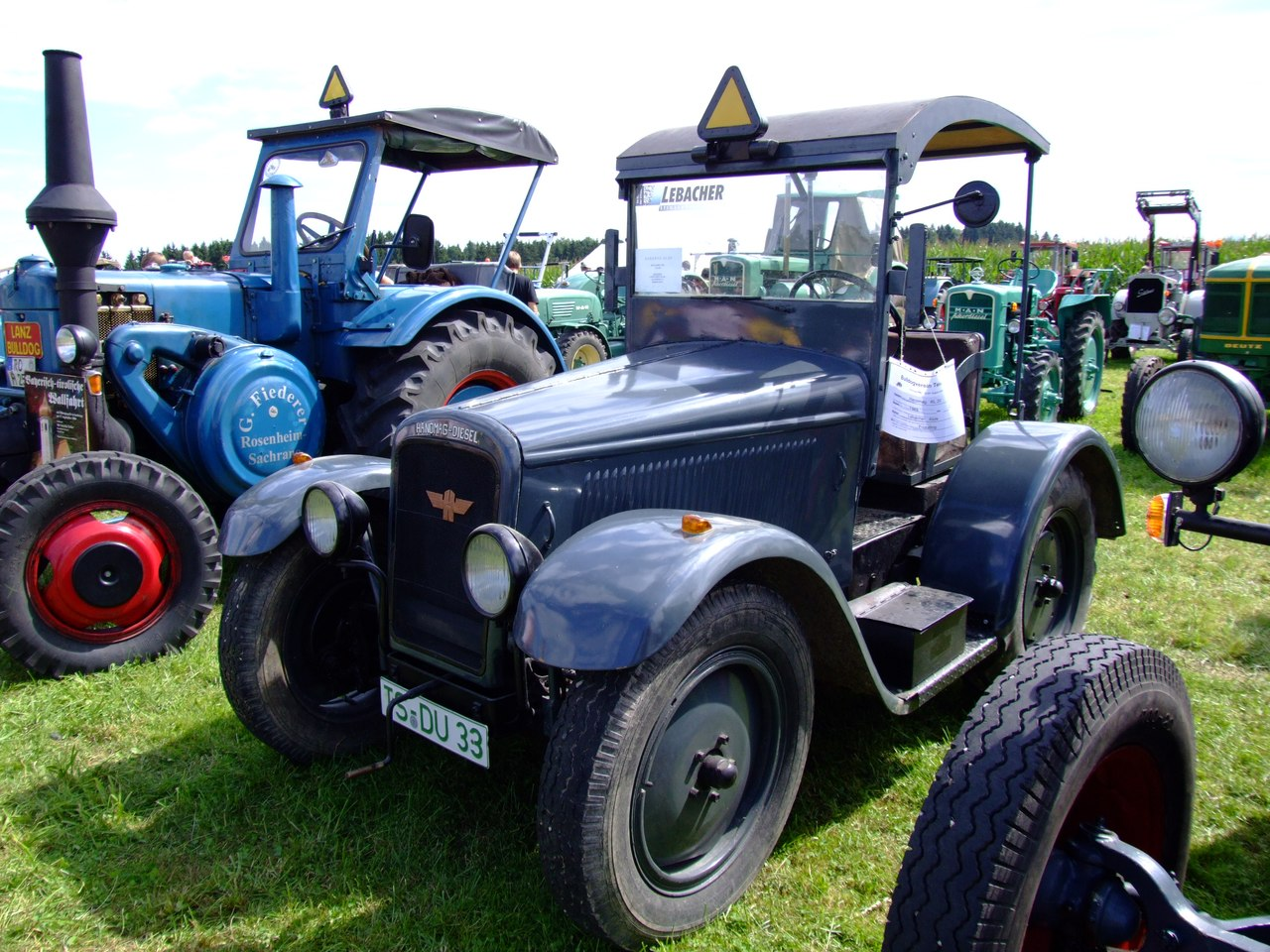
Hanomag RL20 (1941)
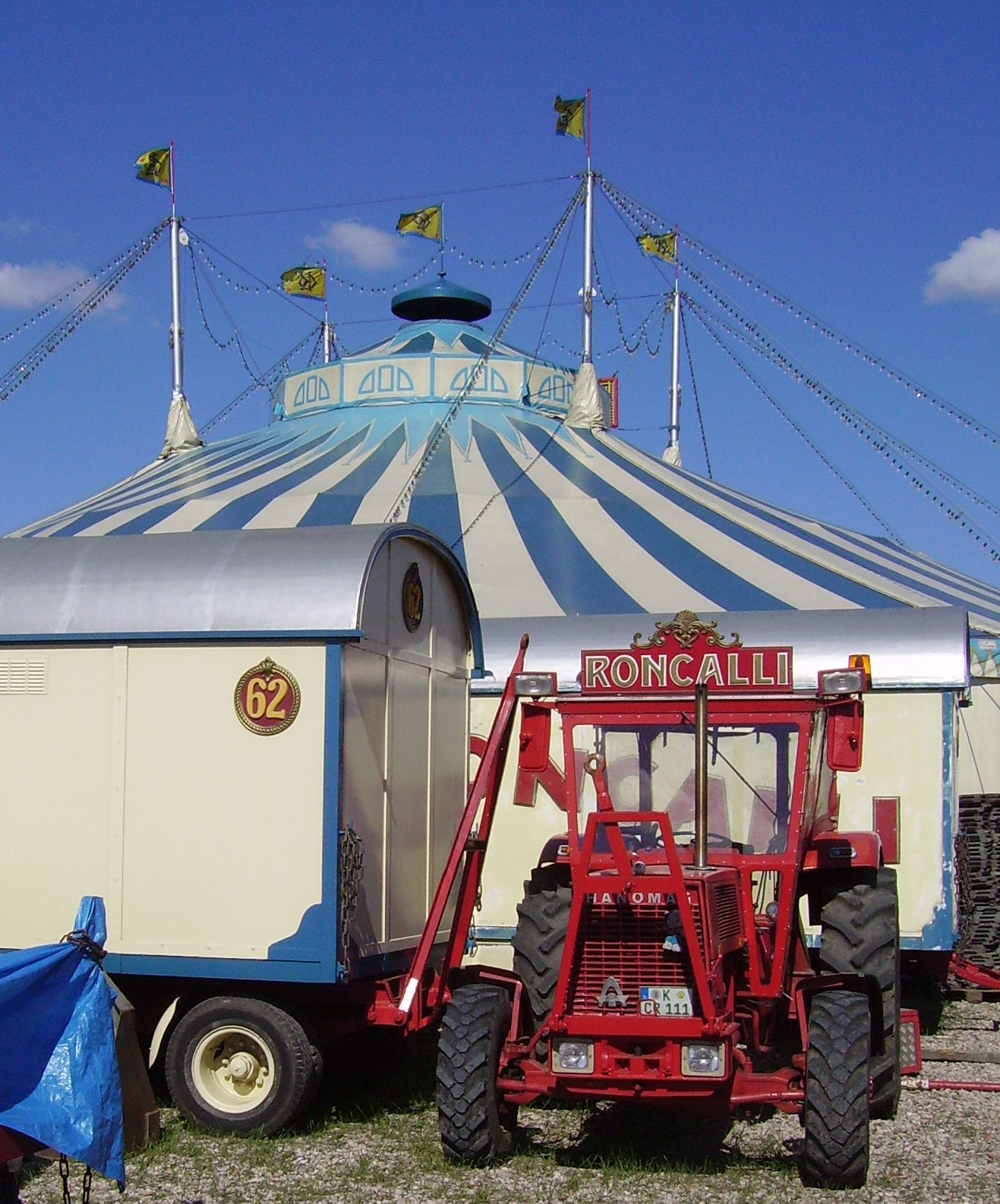
Hanomag Brillant (1967)
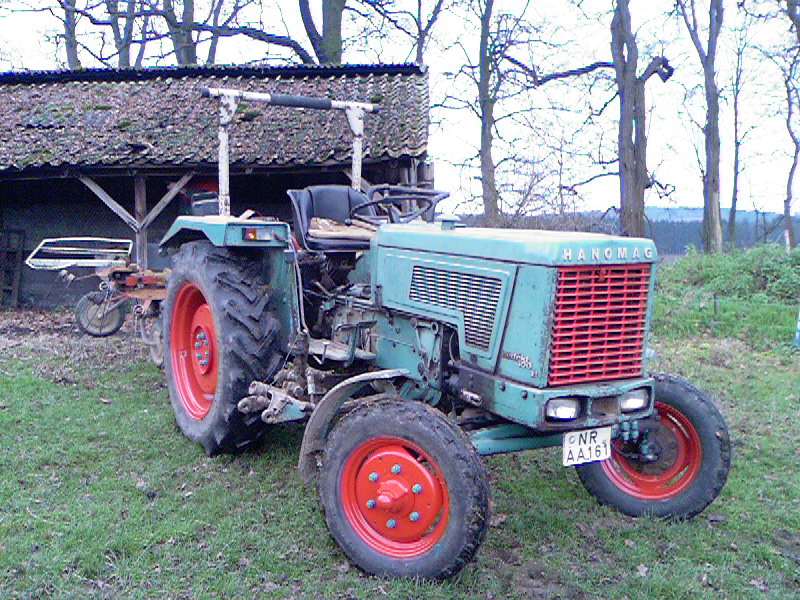
Hanomag Perfekt 401e